# Rechtsextremismus in der Bundesrepublik Deutschland
Rechtsextremismus (auch: extreme Rechte, Rechtsradikalismus, Neonazismus, Neofaschismus;) in der Bundesrepublik Deutschland umfasst diskriminierende politische Konzepte. Diese vereinen je nach Ausprägung vor allem völkischen Nationalismus, Rassismus, Antisemitismus, Islamfeindlichkeit und Xenophobie und reichen bis hin zur Ideologie des Nationalsozialismus bzw. des heutigen Neonazismus. Allgemein wird dies als gruppenbezogene Menschenfeindlichkeit zusammengefasst, die bestimmten Menschengruppen die Menschenrechte abspricht und sie aus einer ethnisch oder rassisch verstandenen deutschen Volksgemeinschaft ausschließt. Sie richtet sich damit gegen die freiheitliche demokratische Grundordnung (FDGO) dieses Staates.
Besonderheiten in Ostdeutschland werden dabei auch aus dem früheren Rechtsextremismus in der DDR erklärt. Im Jahr 2022 gab es laut dem Bundesamt für Verfassungsschutz (BfV) 38.800 Rechtsextremisten in Deutschland, davon 14.000 gewaltorientiert.

## Hauptmerkmale
Der Begriff „Rechtsextremismus“ fehlt im Grundgesetz für die Bundesrepublik Deutschland, wurde aber aus den darin verankerten Grundsätzen der „wehrhaften Demokratie“ abgeleitet, die einen Teilentzug von Grundrechten und Organisationsverbote unter Umständen erlauben. Das Bundesverfassungsgericht (BVerfG) verbot 1952 die Sozialistische Reichspartei (SRP) und 1956 die Kommunistische Partei Deutschlands (KPD). Seitdem bezeichnete der bundesdeutsche Verfassungsschutz politische Bestrebungen, die sich gegen den Grundbestand der freiheitlich-demokratischen Grundordnung richten, als Radikalismus, seit 1974 als Extremismus. Diesen definiert er juristisch vor allem als aktive, auf die Beseitigung der bestehenden Gesellschaftsordnung zielende Demokratiefeindlichkeit. Als besondere ideologische Merkmale des Rechtsextremismus nennen Verfassungsschutzberichte vor allem Nationalismus, Rassismus, Antisemitismus und Autoritarismus.
Demnach bewerten Rechtsextremisten Menschen nach ihrer Zugehörigkeit zu einer „Rasse“, „Ethnie“ oder „Nation“ und sprechen bestimmten Gruppen damit die Menschenwürde und grundlegende Menschenrechte ab. Stattdessen streben sie eine ethnisch oder rassisch vermeintlich homogene „Volksgemeinschaft“ in einem diktatorischen Staatssystem an, das von einem einheitlichen Führerwillen gelenkt werden soll, so dass keine Gewaltenteilung, demokratische Teilhabe und Machtkontrolle mehr notwendig seien.
Seit den 1970er Jahren kritisierte die bundesdeutsche Forschung Mängel dieser Behördendefinition. Sie erlaube keine Analyse politischer Entwicklungen und erfasse nicht die Vielfalt rechter Strömungen, Bevölkerungsstimmungen, die Übergänge zwischen Rechtsextremismus und Rechtskonservatismus und den historischen Wandel der gesellschaftlichen „Mitte“. So galt etwa der Vertragsrevisionismus der Weimarer Republik als gemäßigt und war mehrheitsfähig. Nach der heutigen Definition wäre er rechtsextrem. „Was als Rechtsextremismus gilt, unterliegt gesellschaftlichen, politischen und wissenschaftlichen Diskursen und Kräfteverhältnissen.“
Das BfV hat seinen Merkmalkatalog für Rechtsextremismus jedoch kaum verändert. 2018 definierte es ihn so: „Unter Rechtsextremismus werden Bestrebungen verstanden, die sich gegen die im Grundgesetz konkretisierte fundamentale Gleichheit der Menschen richten und die universelle Geltung der Menschenrechte ablehnen. Rechtsextremisten sind Feinde des demokratischen Verfassungsstaates, sie haben ein autoritäres Staatsverständnis, das bis hin zur Forderung nach einem nach dem Führerprinzip aufgebauten Staatswesen ausgeprägt ist. Das rechtsextremistische Weltbild ist geprägt von einer Überbewertung ethnischer Zugehörigkeit, aus der sich unter anderem Fremdenfeindlichkeit ergibt. Dabei herrscht die Auffassung vor, die Zugehörigkeit zu einer Ethnie, Nation oder ‚Rasse‘ bestimme den Wert eines Menschen. Offener oder immanenter Bestandteil aller rechtsextremistischen Bestrebungen ist zudem der Antisemitismus. Individuelle Rechte und gesellschaftliche Interessenvertretungen treten zugunsten kollektivistischer ‚volksgemeinschaftlicher‘ Konstrukte zurück (Antipluralismus).“
Die am Extremismusbegriff orientierte Forschung bestätigt diese Merkmale. Die „Ideologie der Ungleichheit“, die aus Unterschieden zwischen Menschen verschiedene Wertigkeiten und Rechtsansprüche ableitet, gilt als entscheidende Gemeinsamkeit aller Rechtsextremisten und Hauptunterschied zum Linksextremismus.
Im deutschen Rechtsextremismus werden drei nicht trennbare Bereiche unterschieden:
- parlamentarisch orientierte Parteien;
- handlungsorientierte Neonazis, darunter Jugendgruppen rechtsextremer Parteien, Kameradschaften, rechtsextreme Skinheads, rechtsextreme Hooligans und rechtsterroristische Gruppen;
- eine intellektuelle Neue Rechte mit eigenen Medien, Verlagen, Instituten und Netzwerken.

In Bezug auf die Rechtslage Deutschlands nach 1945 unterscheiden sich Alte und Neue Rechte: Die Alte Rechte sieht die Bundesrepublik als völkerrechtlich identisch mit dem Deutschen Reich an und bezieht sich positiv auf Herrschaftsmethoden und Ideologie des Nationalsozialismus. Sie verharmlost den NS-Staat oder verherrlicht ihn als Vorbild und leugnet den Holocaust. Die Neue Rechte dagegen erkennt die Bundesrepublik als Nachfolgestaat des Deutschen Reichs an und versucht, in diesem Rahmen neue politische Konzepte zu finden. Ihre Vertreter greifen Ideen der Konservativen Revolution aus der Weimarer Republik auf und relativieren den Holocaust und andere NS-Verbrechen. Beide Strömungen knüpfen an den deutschen Militarismus an.
Die rechtsextremen Parteien vertreten stärker einen reaktionären großdeutschen Nationalismus, erstreben einen autoritären Nationalstaat, wollen Pluralismus und Gewaltenteilung einschränken und konkurrieren miteinander. Die Neonazis vertreten den Rassismus der White Supremacy und arbeiten oft länderübergreifend zusammen. Sie orientieren sich teils am Vernichtungsantisemitismus Adolf Hitlers, teils am sogenannten „linken“, „sozialrevolutionären“ Flügel der NSDAP um den SA-Gründer Ernst Röhm und die Brüder Otto und Gregor Strasser, die gegen Hitler unterlagen. Diese Teilung ist eine deutsche Besonderheit; sie hinderte deutsche Neonazis nicht, gemeinsame Aktionen zum 100. „Führergeburtstag“ (20. April 1989) zu organisieren. Beide Richtungen streben ein auf eine angebliche „höhere Rasse“ der „Arier“ gegründetes „Viertes Reich“ an und sind offen antisemitisch, antidemokratisch und gewaltbereit.
Deutsche Rechtsextremisten grenzen traditionell bestimmte Gruppen als „Andere“, „Fremde“ oder „Volksfeinde“ aus der für sie exklusiv durch Abstammung und Blutsbande verbundenen „Volksgemeinschaft“ aus: darunter Ausländer (besonders türkeistämmige Arbeiter und Migranten), Asylbewerber, Geflüchtete, Juden, Muslime, Menschen dunkler Hautfarbe, Behinderte, Homosexuelle, Obdachlose, Punks und linksgerichtete Jugendliche. Die Volksgemeinschaftsideologie steht ebenso wie die Auswahl der meisten ausgegrenzten und angegriffenen Gruppen in nationalsozialistischer Tradition. Ein Bindeglied und Schwerpunkt rechtsextremer Ideologie ist nach wie vor der Antisemitismus, der sich nach 1945 vor allem als Feindschaft gegen den Staat Israel (Antizionismus) äußert.
Gewaltakzeptanz und Gewaltausübung gehören zum Kern des Rechtsextremismus und sind in seiner Ideologie angelegt. Eine quantitative und qualitative Zunahme rechtsextremer Gewalt wurde in Westdeutschland seit den 1980er Jahren beobachtet. Erst seit der Welle rechtsextremer Gewaltverbrechen im wiedervereinigten Deutschland berücksichtigte die Forschung stärker deren strukturelle und sozialpolitische Bedingungen, ihre Abhängigkeit von Interessenkonstellationen und ihren gesellschaftlichen „Resonanzboden“, der sie direkt oder indirekt legitimiert.

## Parteien

### Überblick

Nationaldemokratische Partei Deutschlands NPD Bundestagswahl 2013

Zweitstimmenanteil der AfD nach Wahlkreis bei der Bundestagswahl 2021

Der Einfluss des bundesdeutschen Rechtsextremismus wird seit 1945 vor allem an Wahlerfolgen und Mitgliederzahlen rechtsextremer Parteien festgemacht. Bis 1990 stellt man grob drei Auf- und Abstiege fest, in denen jeweils eine solche Partei das rechtsextreme Lager anführte: 1949 bis 1952 die Sozialistische Reichspartei (SRP), ab 1964 die Nationaldemokratische Partei Deutschlands (NPD) (seit 2023: Die Heimat), ab 1971 die Deutsche Volksunion (DVU) sowie ab 1983 auch Die Republikaner (REP). Anders als in anderen europäischen Staaten etablierte sich in der Bundesrepublik vorerst keine rechtsextreme Partei dauerhaft in Parlamenten. Dies änderte sich mit den zunehmenden Wahlerfolgen der Alternative für Deutschland (AfD).
| Partei           | Gründung | Größter Wahlerfolg                 | Größte Mitgliederzahl | Aktuelle Mitgliederzahl   | Auflösung |
| ---------------- | -------- | ---------------------------------- | --------------------- | ------------------------- | --------- |
| WAV              | 1945     | BTW 1949: in Bayern: 14,4 %        |                       |                           | 1953      |
| NDP              | 1945     | KTW Hessen 1948: 3,4 %             |                       |                           | 1950      |
| DKP-DRP          | 1946     | BTW 1949: in Niedersachsen 8,1 %   |                       |                           | 1950      |
| SRP              | 1949     | LTW Niedersachsen 1951: 11,0 %     | ~10.000 (1949)        |                           | 1952      |
| DRP              | 1950     | LTW Rheinland-Pfalz 1959: 5,1 %    |                       |                           | 1965      |
| NPD (Die Heimat) | 1964     | LTW Baden-Württemberg 1968: 9,8 %  | ~28.000 (1969)        | ~2.800 (2024)             |           |
| DVU              | 1971     | LTW Sachsen-Anhalt 1998: 12,9 %    | ~22.000 (1990)        |                           | 2011      |
| REP              | 1983     | LTW Baden-Württemberg 1992: 10,9 % | ~23.000 (1990)        | 4.533 (31. Dezember 2014) |           |
| AfD              | 2013     | BTW 2025: in Thüringen: 38,6 %     | ~48.000 (Juni 2024)   | ~48.000 (Juni 2024)       |           |

### 1945–1960
Nach der Kapitulation Deutschlands löste der Alliierte Kontrollrat 1945 alle NS-Organisationen auf, verbot sie und leitete eine Entnazifizierung von Funktionsträgern des NS-Regimes ein. Die alliierten Besatzungsstatute erlaubten die Neu- oder Wiedergründung politischer Parteien nur nach strengen Richtlinien. Darum konnten sich zunächst keine direkten Nachfolgeorganisationen der NSDAP bilden. Ein Teil deren Anhänger versuchte bürgerliche Parteien zu unterwandern, die sie ihrerseits einbanden. Ein anderer Teil gründete eigenständige Organisationen, die ideologisch stärker an den Nationalismus der DNVP anknüpften. Die im Oktober 1945 gegründete Deutsche Aufbaupartei fusionierte im März 1946 mit der Deutschen Konservativen Partei zur DKP-DRP.
1949 nach dem Wegfall der alliierten Lizenzierungspflicht gründeten sich rasch neue rechtsextreme Parteien. Wegen weiterhin möglicher Organisationsverbote bekannten sie sich formal zum Grundgesetz. Sie lehnten die Deutsche Teilung einhellig ab, beantworteten die „Deutsche Frage“ aber verschieden: Manche wollten die deutsche Einheit gestützt auf die Stärke der Westmächte wiederherstellen. Andere unterstützten neutralistische Konzepte und lehnten eine Bindung an die Westmächte und den Ostblock ab. Nationalbolschewistische Positionen spielten dagegen keine Rolle.
Die Wirtschaftliche Aufbau-Vereinigung (WAV) in Bayern und die Nationaldemokratische Partei (NDP) in Hessen zerbrachen bald an internen Konflikten und blieben Splitterparteien. Die Deutsche Konservative Partei – Deutsche Rechtspartei (DKP-DRP) erreichte mit einem Gemisch aus deutschnationaler, konservativ-monarchistischer und nationalsozialistischer Programmatik bei der Bundestagswahl 1949 fünf Bundestagssitze, einen davon für Adolf von Thadden. Danach schloss die Parteiführung den nationalsozialistischen Flügel aus. Dessen Vertreter gründeten die SRP als Sammelbecken überzeugter Nationalsozialisten. Sie fand rasch rund 10.000 Mitglieder und erreichte bei der Landtagswahl in Niedersachsen 1951 elf, bei der Bürgerschaftswahl in Bremen 1951 7,7 Prozent. Nach ihrem Verbot im Oktober 1952 wurde sie aufgelöst. Die Verbotsgründe des BVerfG blieben maßgebend: Die SRP verstehe sich als NSDAP-Nachfolgepartei und weise eindeutige Wesensverwandtschaft zum Nationalsozialismus auf. Das zeige ihr Führungspersonal, ihre Verherrlichung Hitlers und anderer NS-Größen, ihre ideologische Verbindung von Nationalismus und Sozialismus, ihr Rückgriff auf Elemente des Rassismus und Sozialdarwinismus. Sie sehe das „Dritte Reich“ als fortbestehend an und halte das bundesdeutsche Regierungssystem somit für illegal. Sie strebe die Wiederherstellung dieses Reichs als „Führerdemokratie“ und „völkische Gemeinschaft“ an.

Deutsche Reichspartei (DRP)

Danach versuchten frühere SRP-Anhänger die Deutsche Partei (DP) und die Freie Demokratische Partei (FDP) zu unterwandern, die beide schon starke nationalistische Flügel hatten. Ferner nahmen sie Einfluss auf die Deutsche Gemeinschaft (DG) und die Deutsche Reichspartei (DRP), die 1950 aus der Fusion von DKP-DRP und NDP entstanden war. Die SRP-Zugänge bildeten den nationalsozialistischen DRP-Flügel, konnten sich aber gegen die autoritär-konservative Mehrheit nicht durchsetzen. Die DRP erhielt bei der Bundestagswahl 1953 1,1, bei der Bundestagswahl 1961 nur noch 0,8 Prozent Stimmenanteile. Hauptgrund war die erfolgreiche Integration vieler ehemaliger Nationalsozialisten in die CDU unter Bundeskanzler Konrad Adenauer.
Im Kalten Krieg unterstützten die US-Geheimdienste inoffiziell die Gründung von antikommunistischen, darunter auch rechtsextremen Organisationen wie dem Bund Deutscher Jugend. Beim Aufbau der Organisation Gehlen, aus der der Bundesnachrichtendienst (BND) entstand, wurden ehemalige Mitglieder der SS, des SD, der Gestapo, der Abwehr und der Wehrmacht problemlos beschäftigt. Nach heutigen Forschungsergebnissen waren 1950 im Auswärtigen Amt 58 von 137 (42,3 Prozent) Mitarbeitern des höheren Dienstes früher in der NSDAP. 1954 waren es 325 von nunmehr 900 Mitarbeitern.
Ab 1950 wurden die Hilfsgemeinschaft auf Gegenseitigkeit der Angehörigen der ehemaligen Waffen-SS, die Wiking-Jugend, der Kyffhäuserbund und Stahlhelm, Bund der Frontsoldaten neu gegründet. Ein rechtsextremes Verlags- und Publikationswesen entstand. Die deutsche Teilung und Vertreibungen aus ehemaligen Ostgebieten begünstigte die Integration von Rechtsextremisten in Vertriebenenverbände. Infolge des Entnazifizierungsschlussgesetzes von 1951 wurden rund 90 Prozent der NS-Staatsbediensteten, die als „Mitläufer“ eingestuft worden waren, wieder eingestellt.
Durch das SRP-Verbot 1952 zersplitterte die rechtsextreme Szene und nahm in den Wirtschaftswunderjahren ab 1955 weiter ab. 1959 jedoch nahmen antisemitische Straf- und Gewalttaten gegen jüdische Einrichtungen (etwa Hakenkreuz-Schmierereien an Synagogen und Grabsteinen) sprunghaft zu. Beim Eichmann-Prozess 1961 stieg ihre Zahl erneut an. Damals entstand die bis heute existierende Unabhängige Arbeiter-Partei (UAP).

### 1960–1990
1963 überwand ein Wahlbündnis von DRP und DP bei der Bürgerschaftswahl in Bremen knapp die Fünf-Prozent-Hürde. Daraufhin konnte der zum DRP-Vorsitzenden aufgestiegene Adolf von Thadden am 28. November 1964 die NPD gründen. Sie gab sich bürgerlich-nationalkonservativ, erhob gemäßigte politische Forderungen und verfolgte eine Mimikry-Strategie, um die zerstrittenen Rechtsextremisten zu vereinen und im bundesdeutschen Parteienspektrum akzeptiert zu werden. Die meisten Vertreter früherer rechtsextremer Parteien traten ihr bei; vor allem frühere DRP-Vertreter erhielten Führungsämter. Für das gemäßigte Außenbild wurde Friedrich Thielen zum Vorsitzenden gewählt. 1967 übernahm von Thadden den Parteivorsitz. Das NPD-Programm forderte eine Stärkung des Nationalbewusstseins, die deutsche Wiedervereinigung inklusive der polnischen Gebiete jenseits von Oder und Neiße, Streikverbote und Vergabe von Arbeitsplätzen zuerst an Deutsche. Es bestritt die Kriegsschuld des NS-Regimes und verlangte, die NS-Prozesse einzustellen. Zwar grenzte sich die NPD vom Nationalsozialismus ab, doch Herkunft, Reden und Pressebeiträge ihrer Vertreter sowie die antidemokratische Parteistruktur zeigten rechtsextreme Kontinuität.
Mit der ersten Rezession und der Großen Koalition 1965 verloren die großen Volksparteien an Integrationskraft. Die NPD hatte viele kommunale und regionale Wahlerfolge. Zwischen 1966 und 1969 zogen insgesamt 61 NPD-Abgeordnete in sieben von elf Landtagen ein. Bei der Bundestagswahl 1969 verfehlte die NPD jedoch knapp den Einzug in den Bundestag. Danach verlor sie stetig Mitglieder und Wähler. 1971 trat von Thadden vom Vorsitz zurück. Seitdem spielte die NPD kaum noch eine parlamentarische Rolle.

Deutsche Volksunion (DVU)

Als Auffangbecken für die zerfallende rechtsextreme Szene gründete der Verleger Gerhard Frey 1971 den Verein Deutsche Volksunion (DVU). Obwohl er bis 1990 22.000 Mitglieder gewann, waren diese meist nur passive Leser von Freys Publikationen, Teilnehmer an thematischen „Aktionsgemeinschaften“ und Besucher der jährlichen Großkundgebung in Passau. Die DVU hatte kein klares Programm, keine innerparteiliche Demokratie, keine organisierten Landesverbände und trat nicht zu Wahlen an. Ab 1985 näherte Frey die DVU der NPD an und rief zu deren Wahl auf. 1987 wandelte er die DVU in eine Wahlpartei um und vereinbarte mit der NPD, abwechselnd mit jeweils aussichtsreichen Kandidaten anzutreten und zur Wahl der anderen Partei aufzurufen. Die NPD sollte die Aktivisten liefern, Frey das Wahlkampfmaterial drucken und bezahlen. Das kurze DVU-Programm bestand aus unklaren nationalistischen Parolen und allgemeinen sozialpolitischen Forderungen (mehr Arbeitsplätze, sichere Renten, Schutz vor Kriminalität). Frey setzte DVU-Kandidaten bundesweit ein, die DVU-Zentrale formulierte Anträge vor. Ende 1990 beendete er die wenig erfolgreiche Kooperation mit der NPD. 1991 zog die DVU in Bremen, 1992 in Schleswig-Holstein in den Landtag ein. 1998 erreichte sie in Sachsen-Anhalt mit 12,9 Prozent das beste Ergebnis einer rechtsextremen Partei auf Landesebene.

Die Republikaner (REP)

1983 gründete sich die Partei Die Republikaner (REP) aus ehemaligen enttäuschten Anhängern der CSU Bayerns. Seit 1985 setzte ihr neuer Vorsitzender Franz Schönhuber einen an den französischen Front National angelehnten rechtsextremen Kurs durch. Die REP behielten ein rechtskonservatives Außenbild, grenzte sich formal von NPD und DVU ab und entfernte rechtsextreme Aussagen aus ihrem Programm. 1994 brach Schönhuber den Abgrenzungsbeschluss und traf sich mit Gerhard Frey. Daraufhin wurde er durch Rolf Schlierer abgelöst. Dieser stellte die REP weiter als nichtextreme Partei dar, obwohl er Schönhubers Kurs folgte und die Positionen von REP und DVU sich kaum unterschieden. Nach seinem Parteiaustritt äußerte er Sympathien für den italienischen Faschismus und den Strasser-Flügel der NSDAP. Anders als die DVU hatte die REP funktionierende Landesverbände, besonders in Süddeutschland. Sie konkurrierte bei Wahlen öfter direkt mit der DVU, erhielt aber nur 1989 in Berlin und 1992 in Baden-Württemberg mehr Wähleranteile als diese. Ihre Mitgliederzahlen sanken von 23.000 (1990) auf 15.000 (1996).
Seit 1980 versuchte die NPD erfolglos, mit „Bürgerinitiativen zum Ausländerstop“ neue Wähler zu gewinnen. Trotzdem erreichte sie 1984 mit der Wahlkampfkostenerstattung finanzielle Stabilität. 1989 erreichte sie bei der hessischen Kommunalwahl in Frankfurt am Main 6,6 Prozent und wuchs auf 7000 Mitglieder.

### 1990–2000
Durch die deutsche Wiedervereinigung ab 1990 verlor die NPD jedoch wieder viele Mitglieder. Beim Bundesparteitag 1991 spaltete sie sich; der bisherige Vorsitzende Martin Mußgnug trat mit seinen Anhängern sowie einigen DVU- und REP-Mitgliedern in die neugegründete Deutsche Liga für Volk und Heimat (DLVH) ein, die das rechtsextreme Lager erfolglos zu einigen versuchte. Der neue NPD-Vorsitzende Günter Deckert wollte eine eigenständige NPD erhalten und kehrte zu ihrem früheren Programm (Ausländerausschluss und Geschichtsrevisionismus) zurück. Er wurde infolge mehrerer Gefängnisstrafen 1995 von Udo Voigt abgelöst. Dieser stoppte die Austrittswelle bei rund 3500 Mitgliedern und betonte sozialpolitische Themen, um darüber nationalrevolutionäre und nationalsozialistische Ideologie zu verbreiten. Die antikapitalistische Demagogie der NPD zielt auf Krisen- und Abstiegsängste und soll vor allem Jugendliche unterer sozialer Schichten ansprechen. Die Partei gab ihre frühere Abgrenzung zu Neonazis und Skinheads auf und sammelt sie in ihrer Jugendorganisation Junge Nationalisten (JN), die starken Einfluss auf die Parteispitze erhielt. Seit 1996 gewann die NPD vor allem in ostdeutschen Ländern neue Mitglieder, rund 1000 allein in Sachsen. Für eine Demonstration gegen die erste Wehrmachtsausstellung 1997 und eine NPD-Veranstaltung 1998 mobilisierte sie je rund 4000 Rechtsextreme, so viele wie seit 1970 nicht mehr. 2008 sorgte der NPD-Anwalt Jürgen Rieger mit Immobiliengeschäften zugunsten der NPD für mediales Interesse. Bei der Kooperation zwischen NPD und freien Kameradschaften gab es Konflikte. Antisemitismus blieb aber ihr verbindendes Ideologieelement. Gemeinsame Reizthemen von NPD, DVU und REPs sind Ausländer, das Asylrecht, Einwanderung und Einbürgerung. Sie alle erheben plakativ fremdenfeindliche Forderungen nach einem „Ausländerstopp“, verschärften Abschiebungsgesetzen, Aufhebung rechtsstaatlicher Garantien für Asylsuchende und ähnlichem.

### Seit 2000
Seit 2002 besetzte die rechtsextreme Szene Themen der Linken, darunter Opposition gegen den Irakkrieg, Proteste gegen die Hartz-IV-Gesetze und Globalisierungskritik. Zugleich beharrte sie auf einem völkischen Nationalen Sozialismus. 2004 schlossen DVU, NPD, Deutsche Partei (DP) und Freie Kameradschaften einen „Deutschlandpakt“, um ihre Kräfte zu bündeln. Mehrere rechtsextreme Parteien zugleich hatten Wahlerfolge und konnten diese wiederholen. Die NPD zog 2004 in den Sächsischen Landtag und 2006 in den Landtag Mecklenburg-Vorpommern ein. Die DVU zog 1999 und erneut 2004 in den Landtag Brandenburg ein. NPD und DVU verstärkten ihre Zusammenarbeit mit Neonazigruppen. 2007 gründeten Mitglieder der REP, NPD, DLVH und DVU die Bürgerbewegung pro NRW, 2010 einen Dachverband namens „Pro-Bewegung“, zu dem auch die Partei Bürgerbewegung pro Deutschland gehört. Ende 2010 ging die DVU in der NPD auf und verstärkte so deren Dominanz im rechtsextremen Lager. Nach Aufkündigung des „Deutschlandpakts“ beanspruchte die NPD eine Vorreiterrolle im „nationalen Widerstand“. Bei der Landtagswahl in Sachsen-Anhalt 2011, die der NPD-Landesvorsitzende Matthias Heyder als „Schicksalswahl für die gesamte nationale Bewegung in Deutschland“ bezeichnete, blieb sie jedoch unter fünf Prozent.
 Die Kleinparteien Die Rechte (gegründet 2012) und Der III. Weg (gegründet 2013) entstanden aus verbotenen oder von Repression bedrohten Kameradschaftsnetzwerken, um deren Kräfte zu sammeln. Die 2013 gegründete Alternative für Deutschland (AfD) entstand ähnlich wie die REP als nationalpopulistische Partei, die sich vom Rechtsextremismus abgrenzte und rasch in mehrere Landtage einzog. Im Sommer 2015 verdrängte der nationalkonservative den wirtschaftsliberalen Parteiflügel. Im Zuge der Flüchtlingskrise in Deutschland 2015/2016 radikalisierte sich die AfD weiter. Führende Vertreter traten mit völkisch-rassistischen Aussagen hervor. Damit näherten sie die AfD dem völkisch-rassistischen Dresdner Demonstrationsbündnis Pegida an. AfD und Pegida lehnen weiteren Zuzug von Migranten und besonders von Geflüchteten ab, vertreten pauschale Islamfeindlichkeit, Ressentiments gegen die Europäische Union, die parlamentarische Demokratie, die etablierten Parteien und die Medien („Lügenpresse“).
Die AfD nähert sich dem Rechtsextremismus auf mehreren Ebenen an. Sie hielt den in ihrer Satzung verankerten Ausschluss von Mitgliedern der NPD und der DVU nicht ein. Sie nahm unter anderen Mitglieder der islamfeindlichen Kleinpartei Die Freiheit, der REP, von Pro NRW und von rechtskonservativen bis rechtsextremen Burschenschaften auf. Sie grenzte sich vor der Bundestagswahl 2017 nur taktisch von Gruppen ab, „die in den Augen der Mainstream-Medien als rechtsextrem gelten“; das Mitwirken einzelner AfD-Mitglieder an solchen Gruppen müsse die Partei nicht thematisieren und ahnden. Sie trat zusammen mit den rechtsextremen Identitären auf. AfD-Spitzenvertreter erklärten, die AfD werde „vernünftige“ NPD-Anträge in Landtagen unterstützen. In ihrem Programm fordert die AfD, die Menschenrechte für Zugewanderte mit Auflagen einzuschränken, das im Grundgesetz garantierte Asylrecht aufzuheben und durch ein „Gnadenrecht“ zu ersetzen. Den Gleichstellungsgrundsatz von Artikel 3 des Grundgesetzes stellt sie gegen gesetzliche Angleichungsbemühungen und gegen die gleichgeschlechtliche Ehe, also gegen die Gleichbehandlung verschiedener sexueller Orientierungen. Auch die Religionsfreiheit für Muslime und die weltanschauliche Neutralität des Staates will sie einschränken. Damit stellt sie wesentliche Grundprinzipien der deutschen Verfassung in Frage. Demgemäß machen AfD-Abgeordnete und Mitglieder in internen Gruppenchats immer wieder rechtsextreme, rassistische, homophobe, frauenfeindliche, gewaltverherrlichende und volksverhetzende Aussagen, etwa dass ein „schleichender Genozid“ an den Deutschen im Gang sei oder Musliminnen „Frauen in Müllsäcken“ seien.
Beim Politischen Aschermittwoch 2018 skandierten Anhänger von AfD, Pegida und den „Identitären“ bekannte rechtsextreme Parolen wie „Volksverräter“ für führende Politiker, „Abschieben“ für Bundestagsabgeordnete türkischer Herkunft, „Heimat, Freiheit, Tradition – Multikulti Endstation“ und andere. Dies zeigt für den Extremismusforscher Steffen Kailitz, „dass die AfD sich immer stärker zum Sammelbecken für Rechtsextreme entwickelt“. Seit der Absetzung der früheren Parteivorsitzenden Frauke Petry dominiere in der AfD eine rechtsradikale Strömung, die „völlig ungeniert und offen“ mit Pegida und Identitären zusammenarbeite. Seit der Bundesvorstand um Alexander Gauland ein Parteiausschlussverfahren gegen Björn Höcke stoppte, treibe der völkisch-nationalistische Flügel um Höcke und André Poggenburg die restliche AfD vor sich her. Rechtsextreme Kräfte dominierten inzwischen „ganz klar“ die AfD-Landesverbände von Thüringen, Sachsen und Sachsen-Anhalt. Der Politikwissenschaftler Frank Decker sieht die Grenze zum Rechtsextremismus und zur Verfassungsfeindlichkeit überschritten, wenn in der AfD von einem angeblich ethnisch-homogenen, reinen deutschen Volk ausgegangen werde. Die Radikalisierung und das Vordringen rechtsextremer Kräfte in der Partei könne man seit 2015 beobachten und das Einschlagen dieses Wegs sei in der Entstehungsphase bereits vorgezeichnet gewesen. Die Abgeordneten der AfD-Bundestagsfraktion beschäftigen mindestens 27 Mitarbeiter, die nach Medienrecherchen im März 2018 als rechtsextrem eingestuft wurden. Markus Frohnmaier (Bundesvorsitzender der AfD-Jugendorganisation Junge Alternative für Deutschland) setzt die AfD allein mit „dem Volk“ gleich und kündigte an: „Wenn wir kommen, dann wird aufgeräumt.“ Solche Aussagen wertet der Politikwissenschaftler Carsten Koschmieder als Kampfansage an die Demokratie und als Plädoyer für ein totalitäres Regime. Die AfD arbeite daran, „die liberale pluralistische Demokratie abzuschaffen“. Die AfD darf als rechtsextreme Partei bezeichnet werden; ihr Versuch, dies zu verbieten, scheiterte im April 2018 vor Gericht.

## Neonazismus und Rechtsterrorismus

### 1960er Jahre
Ab den 1960er Jahren entstand der westdeutsche Neonazismus. Die Gründung der Nationaldemokratischen Partei Deutschlands (Kurzbezeichnung: NPD) im Jahre 1964 war dazu ein sichtbares Zeichen am Ende der Adenauer-Ära, in der bis dato rechtsnationale Kräfte in der CDU aufgefangen und integriert wurden.
Theodor W. Adorno analysierte die damals neue politische Kraft rechts von der CDU und das Wiedererstarken völkisch-nationalen Gedankenguts in einem Vortrag am 6. April 1967 in Wien. Er konstatierte: „Und die Menschen in Deutschland scheinen in einer immerwährenden Angst um ihrer nationale Identität zu leben, eine Angst, die zu der Überwertigkeit des Nationalbewußtseins sicher das Ihrige beiträgt.“

### 1970er Jahre
Nachdem die NPD bei der Bundestagswahl 1969 den Bundestagseinzug verpasst hatte, wollte ihre Führung den taktisch gemäßigten legalistischen Kurs fortsetzen. Eine starke Minderheit dagegen wollte das demokratische System der Bundesrepublik mit militanten und spektakulären Aktionen bekämpfen. Aktivisten aus dem zuvor aufgelösten NPD-„Ordnerdienst“ und „Junge Nationaldemokraten“ bildeten im Oktober 1970 die „Aktion Widerstand“ gegen die sozialliberale Ostpolitik und die damit verbundene Anerkennung der Oder-Neiße-Grenze. Versuche scheiterten, mit diesem Thema die internen Konflikte der zersplitterte rechtsextremen Szene zu überwinden. Wegen seiner Teilnahme an Straftaten dieser Gruppe wurde Friedhelm Busse aus der NPD ausgeschlossen. Er gründete daraufhin 1971 die „Partei der Arbeit“ (PdA), die sich 1975 in Volkssozialistische Bewegung Deutschlands / Partei der Arbeit (VSBD/PdA) umbenannte. Sie bezog sich auf den Strasser-Flügel der NSDAP. Einige Mitglieder tauchten in die Illegalität ab.
Aus der „Aktion Widerstand“ entstanden militante Neonazigruppen. Der frühere Nationalsozialist und Holocaustleugner Manfred Roeder gründete 1971 die Deutsche Bürgerinitiative (DBI). Er verstand sich als „Reichsverweser“ in der Nachfolge von Hitler und Karl Dönitz, organisierte als „Reichstage“ bezeichnete Neonazitreffen auf seinem „Reichshof“ und verbreitete zusammen mit dem früheren Auschwitz-Gärtner Thies Christophersen holocaustleugnende Schriften. Beide wurden wegen Volksverhetzung verurteilt, setzten ihre Aktivitäten aber vom Ausland aus fort. Ab 1979 verübten „Deutsche Aktionsgruppen“ Terroranschläge. Weil Roeder diese mitgeplant hatte, wurde er zu 13 Jahren Haft verurteilt. Bis 1982 stieg die Zahl aktiver deutscher Neonazis von rund 400 auf 1050.
Michael Kühnen war seit 1969 in der NPD und bei den JN, dann bei der „Aktion Neue Rechte“ und der „Aktionsgemeinschaft Vierte Partei“ aktiv gewesen. 1977 entließ die Bundeswehr ihn wegen solcher Aktivitäten. Von da an wurde er zum wichtigsten Ideologen, Organisator und Strategen des westdeutschen Neonazismus. Im November 1977 gründete er die „Aktionsfront Nationaler Sozialisten“ (ANS), die durch provokative Auftritte (etwa mit holocaustleugnenden Plakaten, schwarzen Uniformen und Forderungen nach „Gerechtigkeit für Hitler“) Medienbeachtung erhielt. Dadurch rekrutierte die ANS neue Anhänger und bildete Untergruppen in mehreren Bundesländern.

### 1980er Jahre
Nach einer Gefängnisstrafe vereinigte Kühnen die ANS 1983 mit einer „Wehrsportgruppe“ und weiteren Neonazis zur Aktionsfront Nationaler Sozialisten/Nationale Aktivisten (ANS/NA). Diese wurde im selben Jahr verboten. Ihre 270 Mitglieder traten auf Kühnens Geheiß fast alle in die Freiheitliche Deutsche Arbeiterpartei (FAP) ein, die so bis 1987 auf 500 Mitglieder wuchs, aber 350 davon bis 1991 wieder verlor. Es waren meist junge, einkommensschwache Männer unterer sozialer Schichten. Infolge eines internen Streits, ob Homosexualität Privatsache oder lebensfeindliche Abnormität sei, zerbrach die FAP. Die daraufhin gegründete Gesinnungsgemeinschaft der Neuen Front (GdNF) verfehlte ihr Ziel einer einheitlichen Kaderorganisation. Kühnen arbeitete zeitweise eng mit Gary Lauck zusammen, der über die in Kanada ansässige NSDAP-Aufbauorganisation (NSDAP/AO) neonazistisches Propagandamaterial in Europa verbreitete.

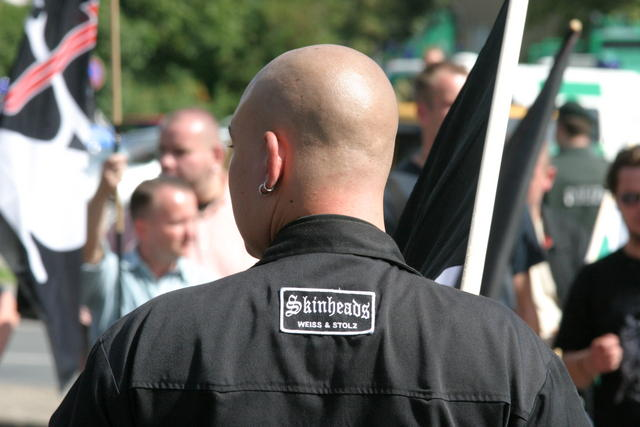
Neonazi-Skinheads

Die Neonazi-Szene militarisierte sich zunehmend und entwickelte sich zum Rechtsterrorismus. Beim Oktoberfestattentat (26. September 1980) kamen 13 Menschen ums Leben, weitere 211 wurden verletzt. Mutmaßliche Mitglieder der Wehrsportgruppe Hoffmann ermordeten am 19. Dezember 1980 das Paar Shlomo Lewin und Frida Poeschke. Frank Schubert (VSBD/PdA) erschoss am 24. Dezember 1980 zwei Schweizer Grenzbeamte. Seit 1980 formierten sich unter den bundesdeutschen Skinheads immer mehr „Naziskins“. Weil Medien öfter über deren rassistische Gewaltakte berichteten, setzte die Öffentlichkeit auch apolitische Skinheads mit Neonazis gleich. Ein neues Rekrutierungsfeld eröffnete sich in der Hooliganszene, etwa der Borussenfront. Seit dem Suizid des Hitlerstellvertreters Rudolf Heß 1987 finden regelmäßig Aufmärsche von Neonazis zu seinem Todestag statt. Damit ging ein Anstieg neonazistischer Straf- und Gewalttaten einher.
Von 1987 bis 1989 verloren die westdeutschen Neonazigruppen rund 600 von 2100 Mitgliedern. Die Wende und friedliche Revolution in der DDR eröffnete ihnen neue Rekrutierungschancen. Die politische Rechte interpretierte den Zerfall der Sowjetunion und das Ende der DDR als die „globale Durchsetzung des völkischen Prinzips“. Ab den 1990er Jahren profitierte sie von einem Machtzuwachs infolge der Zusammenarbeit von west- und ostdeutschen Skinheads und Neonazis.

### 1990er Jahre
In der DDR hatte sich seit etwa 1960 ebenfalls eine Szene rechtsextremer Kleingruppen entwickelt; einige ihrer in der DDR inhaftierten Leiter hatte die Bundesregierung freigekauft. Schon im Januar 1990 gründete sich in Ost-Berlin die Nationale Alternative aus bekannten Westberliner Neonazis und ostdeutschen Skinheads. Sie besetzten Häuser und sanierten sie, um von dort aus Aufmärsche und Demonstrationen zu organisieren. Ab Dezember 1989 gründete Michael Kühnen ostdeutsche Ortsverbände der Bremer Deutschen Alternative und organisierte im Juli 1990 in Cottbus einen DA-Parteitag mit 120 Aktivisten. Interne Ost-West-Konflikte führten zu seiner Ablösung; 1991 starb er. Die DA wuchs unter Frank Hübner auf 350 Mitglieder im Osten, vor allem Schüler, wurde aber im Dezember 1992 mit zehn weiteren größeren Neonazigruppen bundesweit verboten. Nach vorübergehendem Stillstand erhielten Neonazigruppen ab 1995 im Osten wieder Zulauf, vor allem bei Jugendlichen mit geringem Bildungsgrad und aus unteren sozialen Schichten. Gemeinsam mit Skinheads verfolgen sie das Konzept „national befreiter Zonen“, das der NHB 1991 entworfen hatte: Sie besetzen Freiräume in Ortschaften strukturschwacher Regionen, dominieren das Straßenbild, schüchtern als Gegner oder Fremde wahrgenommene Personen ein, auch mit Körperverletzungen, und versuchen so, rechts- und staatsfreie Räume und eine rechtsextreme Alltagskultur zu schaffen. Dies gelang etwa in Mahlow (Brandenburg), Muldenstein (Sachsen-Anhalt) und weiteren ostdeutschen Ortschaften.
Die Behörden verboten 1992 auch öfter rechtsextreme Demonstrationen und Veranstaltungen, beschlagnahmten Propagandamaterial und Waffen. Gerichte verurteilten einige Neonazis zu teils langen Haftstrafen. Daraufhin näherten sich die bestehenden Gruppen einander an und gaben ihre bisherige Konkurrenz auf. Sie bildeten seit 1994 aus Basisgruppen aufgebaute rechtsextreme Netzwerke, die sich über nationalistische Fanzines austauschen und über Info-Telefone, Mailboxen und das Internet kurzfristig zu Aktionen verabreden (siehe Rechtsextremismus im Internet). Hier entstand die Anti-Antifa, die sich auf das Veröffentlichen von Adressen und Lebensumständen politischer Gegner und militante Gewaltaktionen gegen sie spezialisiert. Im ganzen Bundesgebiet bildeten sich in den 1990er Jahren zum Teil konspirative „Freie Kameradschaften“, die nur durch Aktionen zusammengehalten werden und dafür mobilisieren. Da keine formale Mitgliedschaft besteht, ist ein juristisches Vorgehen gegen sie schwierig.
Seit etwa 1995 veränderte sich die Symbolik in der neonazistischen Jugendkultur. Man suchte rechtsextreme Symbole und Zeichen, die nicht strafbar sind, aber weiter als Erkennungszeichen für Eingeweihte und Provokation für Gegner dienen konnten. Dazu gehören Zahlencodes wie die Zahl 18 für „AH“ („Adolf Hitler“) und die aus germanischer Mythologie und Neopaganismus stammende Schwarze Sonne, der Thorshammer oder der Slogan Odin statt Jesus. Die „Autonomen Nationalisten“ orientieren sich in Kleidungsstil und Aktionsformen an linken Autonomen.
Der deutsche Verfassungsschutz und ihm nahestehende Forscher bestritten jahrelang die Existenz rechtsterroristischer Gruppen, obwohl die Behörden seit den Organisationsverboten von 1992 eine zunehmende Gefahr rechter Terroranschläge registrierten. Christian Worch drohte damals offen damit. Die NSDAP/AO verbreitete eine vierbändige Anleitung zum von „revolutionären Kadern“ geleiteten Guerilla-Kampf und improvisierten Bombenbau. Zunächst akzeptierten viele Neonazis diese Pläne nicht; das Anlegen von Waffenlagern, „Wehrsport“, ideologische Vorbereitung auf einen „nationalen Aufstand“ und aktuelle Gewalttaten liefen großenteils unverbunden parallel. Für den Aufbau einer „Braunen Armee-Fraktion“ sahen Experten damals fehlenden Rückhalt und Konsens im rechtsextremen Lager.
Für die grassierende rechte Gewalt im Ostdeutschland der 1990er Jahre prägte der Journalist Christian Bangel 2019 den Begriff „Baseballschlägerjahre“, als er Twitter-Nutzer dazu aufforderte, über Erfahrungen mit rechtsextremer und rassistischer Gewalt in dieser Zeit zu berichten.

### Seit 2000
2004 beschrieb das BfV in einer internen Studie zwar die Zusammenarbeit von Combat 18 mit dem Thüringer Heimatschutz (THS), behauptete aber trotzdem, es gebe keine rechtsterroristischen Gruppen in Deutschland, weil ihnen Führerpersönlichkeiten, Hierarchie und Unterstützerkreise fehlten. Aufrufe zum bewaffneten Kampf stammten nur von Einzelpersonen.
Auch wegen solcher Fehleinschätzungen blieb die Terrorgruppe „Nationalsozialistischer Untergrund“ (NSU), die 1998 aus dem Neonazismus in Jena und dem THS entstanden war, bis zum Suizid der beiden Haupttäter im November 2011 und der Bekanntgabe von Bekennervideos durch die Mittäterin Beate Zschäpe unentdeckt. Der NSU ermordete bei der NSU-Mordserie bis 2007 mindestens neun Migranten und verübte den Polizistenmord von Heilbronn sowie 43 Mordversuche, drei Sprengstoffanschläge und 15 Raubüberfälle. Zum Unterstützerumfeld gehörten NPD-Abgeordnete, Neonazis aus Sachsen, Blood and Honour, Hammerskins, Weiße Bruderschaft Erzgebirge und HNG. Die NSU-Morde waren spätestens 2010 in der rechtsextremen Szene bekannt; die erfolglose Tätersuche der Polizei wurde verhöhnt.

Die Rechte

2012 gründete Christian Worch die Kleinpartei Die Rechte als Konkurrenz oder Ersatz zur NPD. Bis 2013 bestand sie hauptsächlich aus früheren Mitgliedern des verbotenen Nationalen Widerstands Dortmund. Bei den Kommunalwahlen in Nordrhein-Westfalen 2014 errang die Partei einen Sitz im Stadtrat von Dortmund für Siegfried Borchardt. In der Wahlnacht versuchte er mit etwa 25 Neonazis, die Wahlparty im Dortmunder Rathaus zu stürmen. Mehrere Personen wurden verletzt. Dennis Giemsch, der den Stadtratssitz übernahm, fragte die Stadtverwaltung im November 2014 öffentlich nach Anzahl und Wohnsitzen von Juden in Dortmund. Die Anfrage wurde als Beleg des menschenverachtenden, perfiden Antisemitismus der Partei scharf zurückgewiesen. Einige Parteimitglieder gehörten zu einer Terrorzelle in Nürnberg und Bamberg und wurden 2015 festgenommen, wobei die Polizei Waffen, Explosivstoffe und Kennzeichen verfassungswidriger Organisationen fand. Worch sah keinen Anlass, sie auszuschließen und sich zu distanzieren.

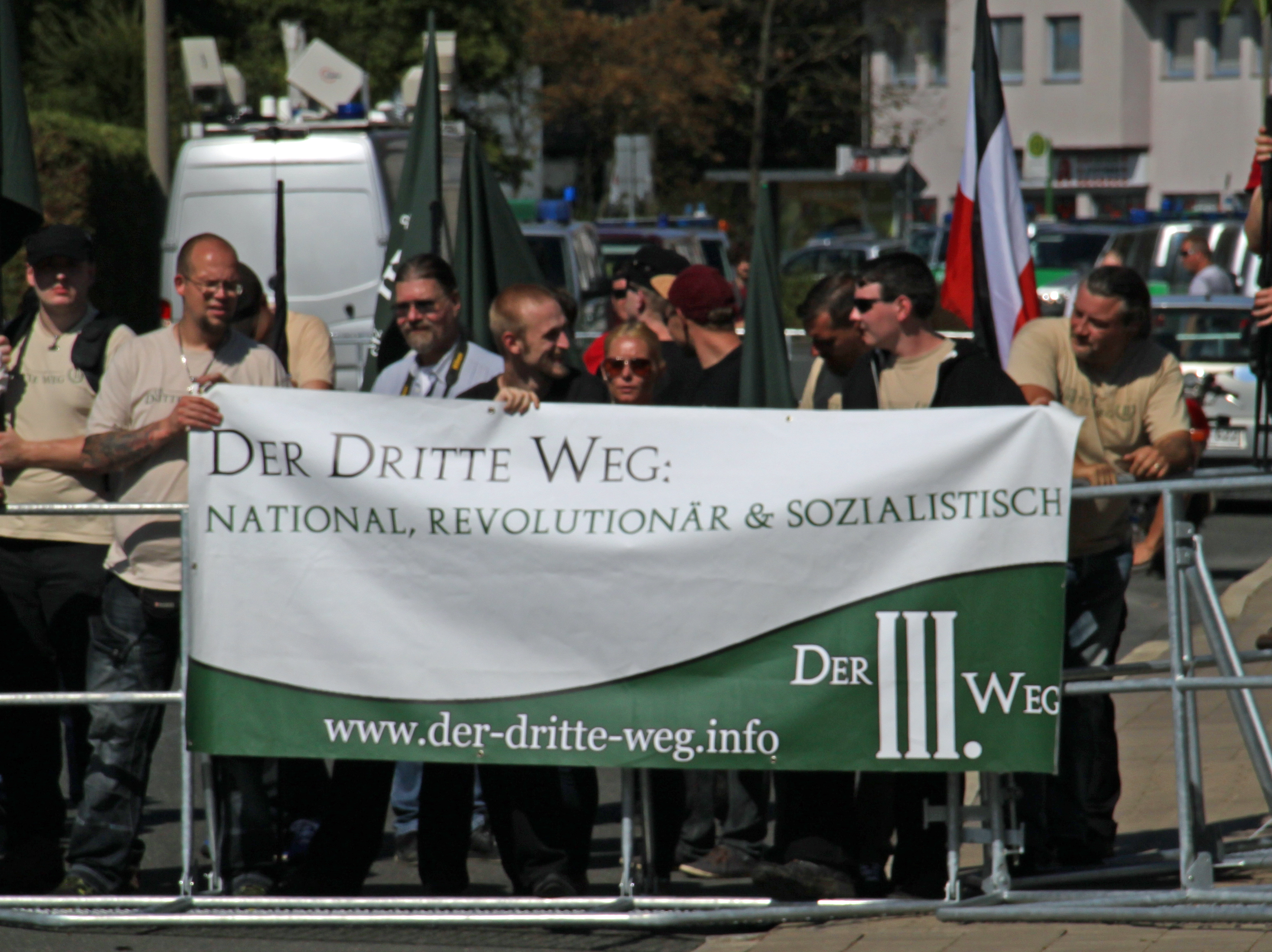
Spruchband bei einer Demonstration des neonazistischen III. Wegs im August 2015 in Fürth

2013 gründeten ehemalige NPD-Funktionäre und Aktivisten der verbotenen Kameradschaft Freies Netz Süd (FNS) die neonazistische Kleinpartei Der III. Weg, um das FNS unter dem Schutz des Parteienprivilegs fortzuführen. Die Partei erreichte bis 2017 22 Stützpunkte und drei von vier geplanten Gebietsverbänden, vor allem in Bayern, Berlin, Brandenburg, Rheinland-Pfalz und Sachsen.  Sie benutzt das Thema Asyl zur Propaganda gegen Geflüchtete, die bundesdeutsche „Elite“ (Politiker und Medien) und alle „Unterstützer der volksfeindlichen Politik der Bundesregierung, die einen systematischen Austausch unseres Volkes mit art- und kulturfremden Ausländern vorantreibt“. So forderte sie 2016 mit einer diffamierenden Postkartenaktion die „Überfremdungsbefürworter“ zur Ausreise „Richtung Afrika“ auf. Die Teilnahme an Wahlen dient der Partei laut BfV nur als Mittel zur Herausbildung eines neonazistischen Kaders.
Der Verfassungsschutz und die Staatsanwaltschaft Ingolstadt sehen Bezüge zwischen dem III. Weg und den Brandanschlägen auf Asylbewerberheime in Deutschland 2014 und 2015: Vor Ort mache die Partei gezielt Stimmung für Straftaten und kommentiere diese nach Begehen wohlwollend, etwa im fränkischen Vorra. 2015 veröffentlichte der III. Weg auf Google Maps eine Karte von deutschen Asylbewerberheimen mit der Überschrift „Kein Asylantenheim in meiner Nachbarschaft“. Google nahm die Karte nach Protesten aus dem Netz.
Infolge der weiteren Zunahme rechtsextremer Straftaten seit dem NSU-Prozess, wegen der Ausschreitungen in Chemnitz 2018, des Mordfalls Walter Lübcke 2019, Bedrohungen von Kommunalpolitikern, Journalisten und Ehrenamtlichen, neuerer „Feindeslisten“ und der Agitation der Szene gegen das Asylrecht und Asylbewerber wurden BfV und Militärischer Abschirmdienst (MAD) neu strukturiert und ihr Personal aufgestockt, um die Beobachtung der rechtsextremen Szene zu verstärken. Der Verfassungsschutz will sich seit dem Mord an Walter Lübcke mit „abgetauchten“ Rechtsextremen (Schläfer-Prinzip) beschäftigen und gesperrte Akten zu ihnen leichter zugänglich machen.
Im Oktober 2019 kam es zu dem Terroranschlag in Halle, bei dem zwei Menschen getötet wurden. Ziel des Täters war die Ermordung von Juden, die an jenem Tag den Jom Kippur in der Synagoge im Paulusviertel zelebrieren wollten.
Im Februar 2020 wurden nach einer Observation eines konspirativen Treffens ein Dutzend rechtsextreme Mitglieder der Gruppe S. festgenommen, nachdem sie sich abgesprochen hatten, Massaker und Anschläge auf Moscheen in Deutschland zu begehen, um so einen Bürgerkrieg zu provozieren.
Beim Anschlag in Hanau 2020 (19. Februar) erschoss ein den Behörden bekannter deutscher Rechtsextremist zehn Menschen und sich selbst. Am 20. Februar wurde bekannt, dass ein Unbekannter schon im Januar an der Zufahrt zur Gedenkstätte des KZ Mittelbau-Dora (Thüringen) einen zündfähigen Sprengkörper angebracht hatte. Am 21. Februar bezeichnete Bundesinnenminister Horst Seehofer den Rechtsextremismus als die „größte Bedrohung in unserem Land“ und sprach von einer „extrem hohen Gefährdungslage“.
Ende Februar 2020 ergriff der Staatsschutz mehrere Jugendliche, die in Burg Stargard in Mecklenburg-Vorpommern rechtsextreme Propaganda verbreitet hatten. Als Reaktion auf die Anschläge in Halle und Hanau und andere richtete die Staatsanwaltschaft Berlin die Zentralstelle Hasskriminalität ein.
Verschiedene Verfassungsschutzämter stellten ab Frühjahr 2020 rechtsextreme Tendenzen bei den Protesten gegen Coronaschutzmaßnahmen fest. Stephan Kramer (Amt für Verfassungsschutz Thüringen) sah im Mai in der rechtsextremen Szene „deutlich konkretere Ansätze für eine ‚völkisch-nationale Revolution‘“. Die COVID-19-Pandemie in Deutschland werde „als Chance für den Zusammenbruch des globalisierten Liberalismus und der Demokratie gesehen“. Unter dem Vorwand, gegen die Corona-Beschränkungen zu demonstrieren, würden Rechtsextremisten versuchen, sich einen breiteren Anschluss an die Gesellschaft zu verschaffen; vereinzelt werde jedoch auch über „gezielte Attentate und Anschläge zur weiteren ‚Schwächung des Systems‘ diskutiert“.
Ebenfalls im Mai 2020 warnte der Politikwissenschaftler Gideon Botsch vom Moses Mendelssohn Zentrum für europäisch-jüdische Studien bei der Vorstellung des Jahresberichts des Dachverbands der Opferberatungsstellen VBRG, dass durch die Corona-Krise Judenhass und Fremdenfeindlichkeit weiter zunehmen könnten. Ein „ganzer Wust“ an Verschwörungsmythen hänge sich nun am Corona-Thema auf, etwa der Glaube an ein angebliches Komplott mit dem Ziel, die Bevölkerung in Deutschland und anderen westlichen Ländern „auszutauschen“ und eine Diktatur zu errichten. Die „sehr rasante Dynamik der Aufheizung“ lasse „neue rechtsterroristische Radikalisierungsschübe befürchten“.
Seit etwa Mitte 2024 wird von Beobachtern ein starker Zuwachs von Aktivitäten rechtsextremen Gruppen mit sehr jungen Mitgliedern festgestellt. Laut dem Thüringer Verfassungsschutzpräsident Stephan Kramer handle es sich dabei um eine Art Lifestyle. Die Jugendlichen seien gewaltaffin und teils kampfsporterfahren, was sich in körperlichen Angriffen, Brandanschlägen und Sachbeschädigungen äußere. Kramer beklagte eine "Turboradikalisierung" im digitalen Raum.

### Bewaffnung
Der Bewaffnungsgrad bei Rechtsextremisten ist überdurchschnittlich hoch. 800 der amtlich bekannten Rechtsextremisten verfügten im Jahr 2020 über eine waffenrechtliche Erlaubnis. 2016 waren es noch fast halb so viele.

## Neue Rechte
Ab etwa 1970 entstand in Reaktion auf NPD-Niederlagen und auf die Neue Linke eine Strömung mit intellektuellem Anspruch, die sich an antidemokratischen Theoretikern der Weimarer Zeit orientiert (Konservative Revolution). Sie lehnt Liberalismus, Pluralismus und Multikulturalismus der „offenen Gesellschaft“ zugunsten ethnisch-nationaler Homogenität ab, vertritt einen Ethnopluralismus anstelle des biologistischen Rassismus und strebt als vielfältiges Netzwerk ohne Parteibindung gesellschaftliche Diskurshoheit an. Es wird als Teilmenge des Rechtsextremismus oder Brückenspektrum zum Rechtskonservatismus aufgefasst, das rechtsextreme Ideen modernisiert und in die Gesellschaftsmitte transportiert. Ziel ist eine „Kulturrevolution von rechts“ nach dem Vorbild der französischen Nouvelle Droite, die den demokratischen Verfassungsstaat unterhöhlen, eine rechtsextreme Umdeutung von Begriffen und Werten herbeiführen und dafür die Meinungsführerschaft erringen will.
Zum publizistischen Netz der Neuen Rechten zählt man auch ältere Printmedien wie Gerhard Freys National-Zeitung, die ab 1980 neue Themenschwerpunkte erhielt, die Monatszeitschrift Nation und Europa (seit 1951), die eine gesamteuropäische extreme Rechte anstrebt, die Zeitschriften „Criticón“ (seit 1970), „Junge Freiheit“ (seit 1986), „Staatsbriefe“ (seit 1990) und „Sleipnir“ (seit 1996). Der Grabert Verlag und die Verlagsgesellschaft Berg bedienen ein breites Spektrum an rechtsextremer Esoterik, Geschichtsrevisionismus und völkisch gedeuteter Germanen-Geschichte. Sie geben die Zeitschriften „Deutschland in Geschichte und Gegenwart“ und „Deutsche Geschichte“ heraus. Hinzu kommt die Gesellschaft für freie Publizistik (seit 1960), die einen rechtsextremen Vortrags- und Buchmarkt fördert, und rechtsextreme Schulungszentren wie das Thule-Seminar (seit 1980) und Horst Mahlers Deutsches Kolleg (seit 1994).
Rechtsextreme Parteien, Neonazigruppen und Neue Rechte rücken seit 2000 immer stärker zusammen und betreiben eine aktive Vernetzung. Dies zeigte sich vor allem bei Großaufmärschen zu den Jahrestagen der Luftangriffe auf Dresden, an denen immer mehr Angehörige des gesamten rechtsextremen Spektrums teilnahmen. Auch zwischen der Rocker-Szene und der rechtsextremen Skinhead-Szene wurde ein Zusammenrücken beobachtet.
Das im Jahr 2000 von Götz Kubitschek und Karlheinz Weißmann gegründete Institut für Staatspolitik wirkte anfangs in Konkurrenz zur „Jungen Freiheit“ als Theoriezentrum der Neuen Rechten, besonders für Widerstands- und Gewaltdiskurse. Es entwickelte sich zum Bildungs- und Schulungszentrum für die rechtsextreme Identitäre Bewegung, Burschenschaften, die Junge Alternative und Neonazis. Seit 2015 tritt Kubitschek auch als Redner bei Pegida und dessen Leipziger Ableger Legida auf. Er steht dem völkisch-rassistischen Parteiflügel der AfD nahe und ist mit dessen Vertreter Björn Höcke befreundet. Kubitschek, Höcke und der Compact-Redakteur Jürgen Elsässer betreiben eine „Entgrenzung der rechten Spektren“ (Andreas Speit) und heben die beanspruchte Distanz der Neuen Rechten zum Neonazismus immer mehr auf. So sprechen auch Neonazis heute von „Ethnie“ statt „Rasse“. In der AfD wiederum wurde die anfangs reklamierte Abgrenzung zu NPD-Positionen und -Vertretern faktisch fallengelassen. Manche AfD-Abgeordnete beschäftigen NPD-Mitglieder und geben NPD-Zeitschriften vorbehaltlos Interviews. Im Blick auf diesen Trend halten manche Experten die Unterscheidung zwischen der Alten und Neuen Rechten für irreführend und überholt.

## „Reichsbürger“ und „Selbstverwalter“
Die Reichsbürgerbewegung und die sogenannten Selbstverwalter werden erst seit 2016 gezielt beobachtet, nachdem Angehörige dieser Szene einen Mord und Schusswechsel begangen hatten, Waffenlager und Anschlagspläne entdeckt worden waren (siehe Polizistenmord in Georgensgmünd 2016). Ihre Zahl wurde bis dahin auf bundesweit 1.000, aktuell wird sie auf 18.000 geschätzt. Rund 1.650 davon hatten eine Waffenbesitzkarte; 450 davon wurde diese seit November 2016 entzogen. Nur 59 von rund 750 sonstigen bewaffneten Rechtsextremisten wurde die Waffenbesitzkarte entzogen. Nur 26 Rechtsextremisten stuften die Behörden im Mai 2018 als „Gefährder“ ein (2012: 4). Zugleich führte der Generalbundesanwalt derzeit 14 Ermittlungs- oder Strafverfahren gegen rechtsterroristische Gruppen wie die Gruppe Freital, die Oldschool Society und Nordadler. Sie alle bildeten sich ohne feste Strukturen in den letzten Jahren und waren zuvor nicht auffällig geworden. Der Verfassungsschutz folgerte, dass nur wenige Gefährder den Behörden bekannt sind, weil sich Rechtsterroristen heute über das Internet selbst radikalisieren und außerhalb bestehender Gruppen für Anschläge zusammenschließen. Nach 501 untergetauchten Rechtsextremisten wird seit Dezember 2017 bundesweit gefahndet. 2018 erfasste das BfV 864 politisch motivierte Straftaten (2017: 911), darunter Erpressungen, Widerstand, Nötigungen, Bedrohungen und Volksverhetzung, sowie bundesweit 160 extremistische Gewalttaten (2017: 130), davon 89 in Bayern.
Im Juni 2020 ließ Innenminister Horst Seehofer die nationalsozialistisch ausgerichtete Vereinigung Nordadler verbieten.

## Identitäre Bewegung Deutschland (IBD)
Die Identitäre Bewegung Deutschland (IBD), die im Oktober 2012 erstmals in Erscheinung trat, listet der Verfassungsschutzbericht 2018 des BfV noch als „Verdachtsfall“ auf und schätzte die Mitgliederzahl auf 600 ein (2017: 500). Im Juli 2019 stufte der Verfassungsschutz (BfV) die Identitäre Bewegung Deutschland nach dreijähriger Prüfung als klar rechtsextremistisch ein und kann sie in der Folge mit allen nachrichtendienstlichen Mitteln beobachten.

## Graue Wölfe
Neben den klassischen Erscheinungsformen rechtsextremer Betätigungen deutschstämmiger Akteure hat sich nach den Einwanderungsbewegungen in die Bundesrepublik ein Rechtsextremismus entwickelt, der seine Wurzeln im Ausland hat. Als größte rechtsextreme Gruppierung ausländischen Ursprungs gelten hierbei die deutschtürkischen Grauen Wölfe mit mehr als 18.000 Anhängern (Stand: 2017). Damit gelten die Grauen Wölfe als größte rechtsextremistische Gruppierung in der Bundesrepublik.
1978 wurde der Verein Föderation der Türkisch-Demokratischen Idealistenvereine in Deutschland (ADÜTDF) als erster Dachverband für Anhänger der Grauen Wölfe gegründet. Aktuell gliedert sich der Dachverband in 170 Lokalverbände, in denen rund 7.000 Mitglieder organisiert sind.
Neben der ADÜTDF spaltete sich 1988 die ATİB – „Union der Türkisch-Islamischen Kulturvereine in Europa e. V.“ und gilt als zweitstärkster Verein der Grauen Wölfe. Nach eigenen Angaben umfasst der Dachverband 80 Lokalverbände und mehr als 8.000 Mitglieder, das Bundesamt für Verfassungsschutz rechnet dem Dachverband lediglich 20 Lokalverbände und rund 1.200 Anhänger zu (Stand: 2020).
Als Hauptmerkmale der rechtsextremistischen Ideologie der Grauen Wölfe nennt das Bundesamt für Verfassungsschutz Antisemitismus, Rassismus, Turanismus und Kurdenfeindlichkeit.

## Staatsapparat
Rechtsextreme Einstellungen in Staatsbehörden wie Bundes- und Länderpolizei, Bundeswehr, Justiz und Verfassungsschutz werden in Deutschland nicht statistisch oder systematisch erfasst. Seit etwa 2015 wurden öfter Vorfälle mit rechtsextremen Bezügen und Anfänge rechtsextremer Netzwerke in Staatsbehörden bekannt. Seit 2016 gingen einige Kriminologen, Sozialwissenschaftler und Journalisten diesem Phänomen intensiver nach. Sie kritisieren fehlende berufsspezifische Erhebungen, die den zuständigen Aufsichtsgremien und Ministerien stereotype Abwehrreaktionsmuster erlaubten, etwa „den immer gleichen Standardsatz von den bedauernswerten Einzelfällen“.

### Polizei

#### Bayern
Im November 2018 erstattete eine Studentin Anzeige wegen Vergewaltigung gegen einen Beamten der Polizei Bayerns. Im Januar 2019 fanden die Ermittler in seinem und weiteren Mobiltelefonen eine WhatsApp-Gruppe von 42 ehemaligen und aktiven Mitgliedern des Unterstützungskommandos (USK) der Münchner Polizei. Darin hatten sie ein Video geteilt, das den brutalen Einsatz eines Tasers zeigte, sowie ein weiteres, das Juden antisemitisch verunglimpfte. Zudem hatte ein USK-Beamter Bilder mit Hakenkreuzschmierereien auf seinem Handy gespeichert, die nicht im Chat erscheinen sollten. Ferner sollen zwei USKler zwei Kollegen bei der Taserschulung mit dem Elektroschocker absichtlich verletzt haben. Das USK war seit den 1980er Jahren für seine oft brutalen Einsätze bei Demonstrationen der Anti-AKW-Bewegung bekannt. Einige Fälle von Polizeigewalt aus dem USK waren angezeigt und bestraft worden. Im Mai 2014 hatte ein USK-Beamter zwei Aufkleber mit Neonaziparolen („Good Night Left Side“ und „Anti-Antifa organisieren …“) in seinen Polizeibus geklebt. Das USK musste oft Neonaziaufmärsche schützen. 2016 hatten USK-Beamte Protestierende gegen ein Nazitreffen einer Leibesvisitation unterzogen, bei der sie sich nackt ausziehen und entwürdigen lassen mussten. Einem Betroffenen gab der Europäische Menschenrechtsgerichtshof später Recht. Der aktuelle Fall wurde erst im März 2019 bekannt. Das Innenministerium erklärte dazu, vier USK-Beamte seien sofort suspendiert, weitere acht versetzt worden. Die Dienstaufsichtsbehörden gaben keine spezifischen Folgemaßnahmen bekannt. Bis März 2020 wurden elf USKler zwangsversetzt, gegen 15 Disziplinarverfahren eröffnet, einer wegen Volksverhetzung bestraft. Zwei Strafverfahren wegen des Verdachts der Verletzung von Dienstgeheimnissen liefen noch.

#### Berlin
2015 veröffentlichte der rechtsextreme Blog „Halle Leaks“ Ausschnitte aus Ermittlungsakten der Berliner Polizei mit Namen und Adressen von Besuchern und Bewohnern eines besetzten Hauses in der Rigaer Straße. Damals überprüfte man auch, ob Polizeibeamte die Daten geleakt haben könnten. Die Täter wurden nicht gefunden und die Ermittlungen eingestellt. Ende Dezember 2017 erhielten sechs linksgerichtete Einrichtungen in Berlin, darunter das Haus in der Rigaer Straße, einen Brief mit Privatdaten von 42 Personen aus jenem Stadtteil: Personenfotos, Namen, Adressen, Spitznamen, beliebte Reiseziele, Haustiere und Krankheiten. Die Fotos stammten aus Polizeiakten, dem amtlichen Melderegister, Ausweisanträgen und von Festnahmen. Sie waren alle in der Datenbank der Berliner Polizei gespeichert. Der oder die anonymen Autoren drohten, die Daten an die rechtsextreme Identitäre Bewegung, an Autonome Nationalisten oder die Polizei weiterzugeben. Sie unterstellten den Empfängern, die sich nicht kannten, zu einer straff organisierten linksradikalen Gruppe zu gehören, und bezogen sich auf ein Plakat mit Porträtfotos von Berliner Polizisten, die das linke Portal Indymedia vier Tage zuvor nach der Räumung des Hauses in der Rigaer Straße veröffentlicht hatte. Daher wurde vermutet, Polizisten hätten das Material widerrechtlich an Dritte weitergegeben oder die Briefe selbst versandt. Nach einem Strafantrag der Berliner Datenschutzbeauftragten gab die Polizei die internen Ermittlungen dazu an die Staatsanwaltschaft Berlin ab. Diese fand heraus, dass eine Kriminalkommissarin, im Landeskriminalamt für Politisch motivierte Kriminalität – links zuständig, im Polizeisystem nach Daten gesucht hatte, die kurz danach in den Drohbriefen auftauchten. Ihr Lebensgefährte, ein Polizeikommissar, besaß einen USB-Stick mit den Fotos und Personendaten der Empfänger. Er hatte sie jahrelang privat gesammelt und dann nach Eigenangaben als Rache für den „Fahndungsaufruf“ von Indymedia für die Drohbriefe benutzt. Da er zuvor als verdeckter Ermittler in der linken Szene Berlins eingesetzt und von Linken enttarnt worden war, wird zudem Rache dafür vermutet. Er erhielt 2019 wegen eines Datenschutzverstoßes eine Geldstrafe und wurde nach Berlin-Friedrichshain versetzt, wo viele Empfänger seiner Briefe wohnen.

#### Mecklenburg-Vorpommern
Im Januar 2016 gründete der Polizeikommissar Marco G. in Mecklenburg-Vorpommern eine Prepper-Gruppe namens Nordkreuz, deren 60 bis 70 Mitglieder sich mit Waffen-, Munitions- und Lebensmitteldepots sowie Schießübungen auf einen erwarteten Zusammenbruch der Staatsordnung am „Tag X“ vorbereiteten. Unter ihnen waren viele Angehörige von Polizei und Bundeswehr. Einige Führungspersonen führten Feindeslisten mit zehntausenden Namen. Die Gruppe beschaffte sich zudem Leichensäcke und Löschkalk. 2019 erhielt Marco G. für seine Waffen- und Munitionssammlung eine Bewährungsstrafe.

#### Niedersachsen
2016 gab ein früheres Bundesvorstandsmitglied der AfD Informationen aus einem als Verschlusssache eingestuften Gutachten des Bundeskriminalamts, unter anderem zu Flüchtlingszahlen, per Mail an Parteifreunde weiter. Der Mann schrieb die Mail als Verwaltungsbeamter in der Polizeidirektion Osnabrück. Wie er an die Daten gelangt war, blieb ungeklärt.

#### Nordrhein-Westfalen
In Nordrhein-Westfalen (NRW) entdeckten Ermittler im Januar 2020 in der Polizeiwache Aachen-West eine Chatgruppe, deren Mitglieder rassistische Bilder tauschten, etwa eines Schwarzen mit weit aufgerissenen Augen und dem Satz „Das Sozialamt ist pleite, ab heute wird gearbeitet“ oder das Foto eines Reichsadlers mit Hakenkreuz. Gegen drei Polizisten wurden Ermittlungsverfahren eingeleitet.
Im Februar 2020 fand die Generalbundesanwaltschaft bei ihren Ermittlungen zur rechtsterroristischen Gruppe S. eine rechtsextreme Chatgruppe. Darin hatten der Hauptkommissar Thorsten W. (Mitglied der Gruppe S. und Informant zu deren Terrorplänen), ein weiterer Polizist im Polizeipräsidium Hamm und ein Verwaltungsbeamter jahrelang rechtsextreme Botschaften ausgetauscht, etwa Hakenkreuze, SS-Runen, Totenköpfe, Informationen, wo man unbeobachtet Bettwäsche mit Nazisymbolen bestellen könne, rassistische Sprüche und NS-Propaganda. Sie witzelten darüber, Ausländer erschießen zu wollen. Wie Medienrecherchen zeigten, hatte Thorsten W. seine rechtsextreme Haltung in seiner Polizeiwache Bockum-Hövel deutlich gezeigt und dienstliche Erkenntnisse über die Reichsbürgerszene gesammelt, zu der er selbst gehörte. Daraufhin ließ Landesinnenminister Herbert Reul in allen Polizeipräsidien NRWs externe Extremismusbeauftragte einsetzen, um es Polizeibeamten zu erleichtern, verfassungsfeindliche Äußerungen oder Einstellungen ihrer Kollegen zu melden. In Essen erhielt die Ehefrau des dortigen Polizeipräsidenten dieses Amt.
Im September 2020 fanden Ermittler auf dem privaten Mobiltelefon eines Polizeibeamten in Essen, der Dienstgeheimnisse an einen Journalisten weitergegeben haben soll, rechtsextreme Fotografien. Über die Speicherdaten dieses einen Handys stießen sie auf mindestens fünf rechtsextreme Chatgruppen. Die älteste bestand seit 2012; die Gruppe mit den meisten Bildern wurde 2015 gegründet. Die Chatmitglieder verteilten 126 Bilddateien, darunter Fotos von Adolf Hitler und die fiktive Darstellung eines Flüchtlings in einer Gaskammer.
Am 16. September 2020 durchsuchten daraufhin rund 200 Polizeibeamte 34 Dienststellen und Privatwohnungen von beteiligten Polizisten in Duisburg, Essen, Mülheim an der Ruhr, Oberhausen, Moers und Selm. Dabei beschlagnahmten sie 43 Telefone und zahlreiche Speichermedien. 29 verdächtige Beamte und eine Beamtin wurden vom Dienst suspendiert. Gegen sie wurde ein Disziplinarverfahren eröffnet. Fast alle gehörten zu einer Dienstgruppe der Polizeiwache Mülheim, darunter der Gruppenleiter. Die Dienstgruppe wurde aufgelöst. Elf Mitglieder sollen strafrechtlich relevante Inhalte aktiv in die Chatgruppen eingestellt und verschickt haben. Gegen sie wurde wegen Volksverhetzung und Verwenden von Kennzeichen verfassungsfeindlicher Organisationen ermittelt. Die übrigen 18 sollen die rechtsextremen Botschaften empfangen, aber nicht gemeldet haben. Mindestens 14 beteiligte Beamten sollten entlassen werden. Reul erklärte, er erwarte weitere Funde und gehe nicht mehr von Einzelfällen aus. Er ordnete eine Sonderinspektion für das besonders betroffene Polizeipräsidium Essen an und setzte Uwe Reichel-Offermann (bisher Vizeleiter des Landesverfassungsschutzes) als Sonderbeauftragten ein, der ein Lagebild zu Rechtsextremismus in der NRW-Polizei und ein Konzept zu dessen Früherkennung ausarbeiten sollte. Am 24. September 2020 berichtete Reul dem Innenausschuss des Landtags NRW von 100 rechtsextremen Verdachtsfällen in NRWs Polizei seit 2017. 92 Disziplinarverfahren gegen Polizeibeamte wurden eingeleitet, 21 davon ohne Maßnahmen abgeschlossen, achtmal wurden Sanktionen verhängt. Von den 71 laufenden Verfahren richten sich 31 gegen Mitglieder der kürzlich enttarnten rechtsextremen Chatgruppen. Nach deren Fund gingen 16 weitere Hinweise auf rechtsradikale oder rassistische Äußerungen von Polizisten NRWs ein. Ein weiterer Beamter des Polizeipräsidiums Essen wurde suspendiert.
Nach Angaben des Innenministeriums NRW meldeten nordrhein-westfälische Polizeibehörden von 2017 bis Ende September 2021 insgesamt 275 rechtsextreme Verdachtsfälle unter ihren Beamten. Bis Oktober 2021 habe sich der Verdacht bei 53 dieser Fälle bestätigt, in 84 Fällen nicht. 138 übrige Hinweise würden noch geprüft. Die bestätigten Fälle seien schon straf- und disziplanarrechtlich geahndet worden. Sechs Kommissaranwärter wurden bis Mitte September 2021 entlassen, zwei gekündigt und drei abgemahnt. In vielen weiteren Fällen
stufte die Justiz die fraglichen Chats jedoch als private Kommunikation ein, so dass die Täter allenfalls disziplinarisch, nicht wegen des Verbreitens verfassungswidriger Kennzeichen bestraft werden konnten. Darunter waren gespeicherte Daten mit dem verbotenen Horst-Wessel-Lied, Fotos von Weihnachtsbaumkugeln mit SS-Runen und „Sieg Heil“-Aufschrift, mit einem Hakenkreuz aus Dienstmunition und das Foto eines Beamten, der in Uniform auf zwei Streifenwagen stehend den „Hitlergruß“ zeigte.

#### Sachsen
Im Mai 2015 fanden Linke ein Handy mit Protokollen von Chats, die der Polizist Fernando V. mit Neonazis geführt hatte. Darin hatte er einen vorbestraften Gewalttäter über bevorstehende Polizeieinsätze gegen andere Neonazis informiert und antisemitische Verschwörungsthesen ausgetauscht. Er wurde nach Bekanntwerden an eine Polizeifachschule versetzt, um Polizisten auszubilden. Im September 2015 veröffentlichte Pegida-Gründer Lutz Bachmann Ermittlungsakten der Polizei, darunter die Adresse eines Tatverdächtigen in einem Vergewaltigungsfall. Er behauptete, er erhalte regelmäßig auch als Verschlusssache gekennzeichnete Polizei-Interna. Die Daten trafen zu, die Quelle wurde nicht gefunden.
Im Dezember 2015 sagte ein Hauptverdächtiger der Gruppe Freital aus, er habe Informationen von der örtlichen Bereitschaftspolizei erhalten. Möglicherweise auch deshalb konnten die acht Täter ihre Terroranschläge sechs Monate lang ungehindert planen und ausführen. Ermittlungen dazu wurden erst nach Anzeige einer Opferanwältin eingeleitet, aber bis 2017 ergebnislos eingestellt, weil die verdächtigen drei Polizisten schwiegen und ihre Handys mit den mutmaßlichen Chats nicht gefunden wurden. Erst nach Eingriff des Generalbundesanwalts wurde die Gruppe Freital 2016 festgenommen und später wegen Bildung einer terroristischen Vereinigung verurteilt. Die Staatsanwaltschaft Dresden hatte diesen Straftatbestand beharrlich nicht anklagen wollen. Daher vermutete Sachsens Vizeministerpräsident Martin Dulig (SPD) damals, dass in Sachsens Polizei „die Sympathien für Pegida und die AfD größer sind als im Bevölkerungsdurchschnitt“, und ergänzte: „Unsere Polizisten sind die Vertreter unseres Staates. Als Dienstherr dürfen wir erwarten, dass sie die Grundelemente politischer Bildung verinnerlicht haben.“
Im Januar 2016 verbreitete die NPD in Leipzig über Twitter das Protokoll und Foto einer Polizeikontrolle von Demonstranten gegen Legida, bei der Waffen konfisziert wurden. Das Foto stammte aus einem Polizeicomputer. Wie es an die NPD gelangt war, blieb ungeklärt. Im Sommer 2018 veröffentlichten Lutz Bachmann und die rechtsextreme Kleinpartei Pro Chemnitz den polizeilichen Haftbefehl gegen einen damals flüchtigen Iraker, der einen Chemnitzer ermordet haben sollte. Der sächsische Justizbeamte Daniel Zabel offenbarte sich als Quelle und behauptete, er habe mit der Kopie und Weitergabe des Haftbefehls Medienlügen entgegentreten wollen. Er wurde suspendiert und kandidierte danach als AfD-Mitglied für den Dresdner Stadtrat. Ein weiterer Polizist verbreitete den Haftbefehl auf Facebook und erhielt dafür eine Geldstrafe.
Am 11. Januar 2016, dem ersten Jahrestag von Legida, griffen bis zu 300 rechte Hooligans und Neonazis den von vielen Linken bewohnten Stadtteil Connewitz koordiniert mit Eisenstangen, Totschlägern, Reizgas und einer Handgranate bewaffnet an. Damit zerstörten sie 23 Gaststätten, 19 Pkws, beschädigten Wohnhäuser und Läden, bedrohten und verletzten viele Passanten und Zuschauer. Die Angreifer kamen aus dem ganzen Bundesgebiet, viele waren polizeibekannt und gehörten zu rechtsterroristischen Gruppen wie Weisse Wölfe Terrorcrew, Skinheads Sächsische Schweiz, „Kameradschaft Tor Berlin“, Gruppe Freital, zur NPD und gewaltbereiten Hooligangruppen wie dem Imperium Fight Team (Leipzig), Faust des Ostens (Dresden) und NS-Boys (Chemnitz). Sie hatten den Angriff in sozialen Medien monatelang vorbereitet, Tage zuvor Connewitz als Ziel und bei der Anreise ihren Treffpunkt genannt. Das Landesamt für Verfassungsschutz Sachsen hatte am 9. Januar 2016 vor dem Angriff gewarnt. Gleichwohl behaupteten Sachsens LKA und Innenministerium in den Connewitzprozessen ab August 2018, sie hätten von der Planung nichts gemerkt. Dagegen hatten anreisende Neonazis aus Polizeiquellen von Kontrollen gegen Linke erfahren. Antifa-Recherchen deckten auf, dass sächsische Polizisten sich als Ausbilder und Werber des Imperium Fight Teams betätigten. Bei Polizeikontrollen waren keine Pkws anreisender Neonazis durchsucht worden, obwohl in einigen sichtbar Waffen lagen. Nach dem Angriff sammelte die Polizei alle weggeworfenen Gegenstände in einer Kiste und verwischte so DNA-Spuren, ließ dabei Sturmhauben und Waffen liegen, erlaubte Inhaftierten stundenlang Handykommunikation und ermöglichte so verabredetes Löschen von Chats. Ab dem zweiten von rund 112 Connewitzprozessen verhängte das Leipziger Amtsgericht nach Absprache mit dem Neonazianwalt Olaf Klemke nur noch Bewährungsstrafen für geständige Täter, um zeitaufwändige Zeugenverhöre zu vermeiden. Folglich wurden selbst vorbestrafte und organisierte Neonazis und NPD-Funktionäre als Mitläufer eingestuft und nur mit Geldbußen bestraft. Gewalt gegen Personen verfolgte das Gericht zuerst gar nicht und lud ein Gewaltopfer erst nach Presseberichten über Vorstrafen von Angeklagten als Zeugen. Durch Zusammenlegen von Anklagen und Verzicht auf vollständige Beweisaufnahme sollte die Verfahrensdauer abgekürzt werden. Prozessbeobachter kritisierten die Zusammenarbeit einiger rechter Polizisten und Amtsrichter mit Neonazis und das Ausnutzen von Personalmangel bei der sächsischen Justiz für mangelnde Strafverfolgung von organisierter politischer Kriminalität.

#### Zahlen und Ursachen
Nach Medienberichten nahmen rechtsextreme Vorfälle bei der deutschen Polizei in den letzten Jahren stark zu. Der Deutschlandfunk erhielt auf Nachfragen bei Polizeibehörden aller Bundesländer Angaben zu bundesweit etwa 200 derartigen Fällen in den Jahren 2018 und 2019. Darunter waren rassistische und volksverhetzende Äußerungen, Kontakte oder Zugehörigkeit zu den „Reichsbürgern“, Verwenden von Kennzeichen verfassungswidriger Organisationen und anderes. Anlass der Nachfragen waren die mit „NSU 2.0“ unterzeichneten Faxe und E-Mails mit Morddrohungen und Privatdaten aus Melderegistern der Polizei Hessen, die eine Opferanwältin des NSU-Prozesses seit August 2018 erhält. Die Staatsanwaltschaft Frankfurt ermittelte vier Monate lang intern gegen eigene Kollegen, bevor der Fall bekannt wurde. Infolge dieses Skandals wurden dutzende Fälle entdeckt, wo Polizisten sich in Chatgruppen oder bei Festen rechtsextrem geäußert, NS-Devotionalien gesammelt, mit Neonazis gechattet oder Hakenkreuze verschickt hatten. Der hessische Innenminister Peter Beuth, der den Verdacht gegen Frankfurter Polizisten monatelang gekannt, aber verschwiegen hatte, bestritt, dass es sich um ein rechtsextremes Netzwerk handelte.
Laut einer Umfrage des Tagesspiegel registrierten 14 Landesinnenministerien von Anfang 2015 bis August 2020 insgesamt mindestens 170 rechtsextreme Vorfälle bei ihren Polizeibeamten. Diese fielen etwa mit Hitlergrüßen, antisemitischen Videos und Reichsbürgersymbolen auf. Das Land Hessen gab dazu keine Auskunft, Sachsen registrierte die Fälle nicht, Berlin nannte keine genauen Zahlen, einige Behörden erhoben nur lückenhaft Daten dazu. In Bayern gab es 30 großenteils unabgeschlossene Disziplinarverfahren zu rechtsextremen Vorfällen, 26 Fälle gab es in Schleswig-Holstein, 21 in NRW, je 18 in Baden-Württemberg und Mecklenburg-Vorpommern, fünf in Hamburg, zwei in Brandenburg, einen im Saarland und keinen in Bremen. Polizeiinterne Chatgruppen mit rechtsextremen Inhalten wurden bislang in Hessen, Berlin, Niedersachsen, Schleswig-Holstein und Baden-Württemberg bekannt. Linksextreme Vorfälle registrierte keine der 16 Behörden.
Polizeiforscher und Kriminologen erklären die Befunde damit, dass der Polizeiberuf Menschen mit autoritärer und rechter bis rechtsextremer Haltung stärker anziehe als viele andere Berufe und der für ihre Arbeit nötige Zusammenhalt in den Dienstgruppen dazu führe, dass Vorfälle selten gemeldet würden. Der NSU-Opferanwalt und Polizeiausbilder Mehmet Daimagüler forderte nach Bekanntwerden der „NSU-2.0“-Briefe im Dezember 2018 folgende Maßnahmen von Bundes- und Landesregierungen:
- die Bewerber genauer zu überprüfen, nicht nur nach Vorstrafen, sondern auch nach möglichen Kontakten zu Rechtsextremen, die der Verfassungsschutz beobachtet;
- den Frauenanteil bei der Polizei zu erhöhen, um exzessive Polizeigewalt zu verringern;
- während der Ausbildung und im Dienst regelmäßig Menschenrechtstraining zu unterrichten;
- die ausgebildeten Beamten weiterhin regelmäßig in persönlichen Gesprächen und durch Abfragen beim Verfassungsschutz zu überprüfen;
- ihnen bei beobachteter Nähe zu demokratiefeindlichen Gruppen den Zugriff auf sensible Daten zu entziehen;
- rechtsextrem auffällig gewordene Beamte konsequenter und rascher zu disziplinieren.

Jörn Badendick, ein Personalvertreter in der Polizei Berlin, ergänzte:
- „Jeder Polizist muss in solchen Fällen aufstehen und sagen: Das mache ich nicht mit.“
- Dienststellen für interne Ermittlungen sollten nicht mehr bei der Polizei selber, sondern direkt den Staatsanwaltschaften unterstehen.

Vertreter von Bündnis 90/Die Grünen forderten, nach dem Vorbild des Wehrbeauftragten auf Bundes- und Länderebene unabhängige Polizeibeauftragte einzusetzen, die auch anonyme Hinweise auf Mängel und Fehlverhalten von Polizeibeamten annehmen und untersuchen könnten.
Der Politikwissenschaftler Christoph Kopke und der Kriminologe Tobias Singelnstein machen folgende Faktoren für die Zunahme rechtsextremer Vorfälle bei der deutschen Polizei verantwortlich:
- Die Entwicklung in der Polizei spiegele die Gesellschaftsentwicklung nach rechts „wie in einem Brennglas“, wobei regionale Unterschiede zu erwarten seien.
- In Sachsen habe die CDU-geführte Landesregierung jahrzehntelang behauptet, es gebe kein Problem mit Rechtsextremismus im Land, und damit Verwaltung und Polizei beeinflusst.
- Bundesweit würden keine Forschungsaufträge zum Einstellungswandel unter deutschen Polizisten und zu institutionellem Rassismus vergeben. Die Behörden verhielten sich meist abweisend gegen kritische Nachfragen.
- Bewerber mit Migrationshintergrund würden bei der Polizei zu selten ausgebildet und eingestellt.
- Die etablierten Parteien hätten sich von der Stimmungsmache der AfD gegen Geflüchtete in Wahlkämpfen und in ihrer Abschiebepolitik beeinflussen lassen, sodass sich analoge Einstellungsmuster verstärkt auch bei der Polizei wiederfänden. Beamte hätten dadurch mehr Handlungsspielraum auch für Abschiebungen gut integrierter Ausländerfamilien erhalten und nutzten diesen vermehrt aus.
- Das Problem des Racial Profiling bei verdachtsunabhängigen Einreisekontrollen werde in der Polizeiausbildung noch nicht ausreichend thematisiert.
- Trotz klarer Distanzierungen vom Rechtsextremismus würden Polizeiführungen und Kontrollinstanzen das Problem des strukturellen und institutionellen Rassismus nach wie vor nicht anerkennen, sondern meist als Schuldvorwurf an alle Beamten fehldeuten und abwehren.[113]

Die Europäische Kommission gegen Rassismus und Intoleranz (ECRI) stellte im März 2020 eine neue Studie zu auch institutionellem Rassismus in Deutschland vor. Die Autoren stellten von 2014 bis Juni 2019 eine erhebliche Zunahme von Rassismus, Islamophobie, unaufgeklärten rechtsextremen Angriffen und behördlicher Verharmlosung der AfD fest. Sie forderten, Deutschland müsse in Schulen, Universitäten und besonders bei der Polizeiausbildung verpflichtende Kurse gegen Rassismus und Diskriminierung, zu Menschenrechten und Gleichbehandlung in die Bildungsgesetze und Lehrpläne aufnehmen. Polizeiliches Racial Profiling sei hinreichend bewiesen, werde aber von deutschen Polizeibehörden weiter geleugnet, ignoriert oder als Einzelfälle abgetan. Opfern diskriminierender und rassistischer Gewalt fehle daher weithin das Vertrauen in die deutsche Polizei. Diese und der Verfassungsschutz müssten gezielt für einen Ausstieg aus extremen Kreisen werben. Die Antidiskriminierungsstelle des Bundes müsse mehr Geldmittel und Rechte zu Opferunterstützung und Klagebefugnis erhalten.
Der Politikwissenschaftler Hajo Funke sieht die rechtsextremen Vorfälle in deutschen Polizeibehörden als „strukturelles Problem“ von rechten Netzwerken in staatlichen Institutionen. Die Sicherheitsbehörden ließen es „systematisch zu, dass sich solche Tendenzen ausbreiten“. Entscheidend für erfolgreiche Aufklärung seien die „jeweilige Führung“, unabhängige Untersuchungen, eine funktionierende Justiz und Öffentlichkeitsdruck. Bei den hessischen Behörden gebe es einen „Mangel an politischem Aufklärungswillen“ „über alle Ebenen, vom Polizeipräsidenten über den Innenminister bis zum Ministerpräsidenten“. Darum seien der oder die Verfasser der Drohmails von „NSU 2.0“ auch nach mehr als zwei Jahren nicht gefasst.
Der Kriminologe Dirk Baier erklärte, dass Chatgruppen als typische Echokammern auch sonst Radikalisierung bewirken: „Man schickt sich gegenseitig Nachrichten, die die eigene Ansicht stärken. Abweichende Informationen werden nicht mehr zur Kenntnis genommen.“ Sebastian Fiedler (Bund Deutscher Kriminalbeamter) forderte, Polizeibeamten künftig zu verbieten, Chatgruppen für Dienstliches auf privaten Telefonen einzurichten. Zu lange hätten die meisten Bundesländer nichts gegen dieses längst bekannte Problem getan. Tobias Singelnstein forderte anonyme Meldeverfahren für interne Missstände bei der Polizei, weil das ‚Anschwärzen‘ von Kollegen über den offiziellen Dienstweg dort in der Regel abgelehnt werde.

### Bundeswehr
Für das Registrieren rechtsextremer Vorfälle in der Bundeswehr ist der Militärische Abschirmdienst (MAD) zuständig. Die Jahresberichte des Wehrbeauftragten dokumentieren sie für Parlament und Öffentlichkeit. Der Bericht für 2018 nannte 270 neue rechtsextreme Verdachtsfälle sowie 170 meldepflichtige Ereignisse. Die Kriterien des MAD stufen Soldaten erst dann als Extremisten ein, wenn sie die FDGO erkennbar beseitigen wollten. Hitlergrüße und Wehrmachtsdevotionalien fallen nicht darunter; auch werden auf Einheitsebene gemeldete Fälle nicht statistisch erfasst. Bundeswehrausbilder, die solche Ereignisse melden, gehen daher von einer bis zu zehnmal so hohen Dunkelziffer solcher Vorfälle aus. Die offiziellen Zahlen seien viel zu niedrig, auch weil viele Soldaten in der Truppe gemobbt und zwangsversetzt würden, wenn sie Kameraden anzeigten. Das Verteidigungsministerium reagierte oft erst auf Medienberichte zu rechtsextremen Vorfällen in der Bundeswehr. Einige beachtete Beispiele der letzten Jahre waren:
- Die Ausbildungsbücher im Heer Einsatznah ausbilden und Üben und Schießen enthielten zahlreiche Landser-Geschichten vom angeblichen heroischen Geist der Wehrmacht, griffen auf deren Richtlinien und Quellen der NS-Zeit zurück. Sie wurden erst ab 2009 nach Medienberichten darüber überarbeitet.
- Das Soldatenmotto „Treue um Treue“ wurde in der Bundeswehr 2014 verboten. Im Afghanistaneinsatz der Bundeswehr tauchte der Spruch jedoch wiederholt auf. Fallschirmjäger erstellten die Facebookseite Fallschirmjäger – Grüne Teufel! und stellten sich damit in die Tradition der als Grüne Teufel bezeichneten Fallschirmjäger der Wehrmacht, die viele Massaker an Zivilisten verübt hatten.
- Soldaten legten bei der jährlichen Gedenkfeier zum Volkstrauertag im Ehrenhain der Panzertruppe in Munster jahrzehntelang auch Kränze für Wehrmachtsdivisionen wie das Panzerkorps Feldherrnhalle und die Panzergrenadier-Division Großdeutschland nieder. Diese hatten in der NS-Zeit zahlreiche Kriegsverbrechen begangen. Zudem nahmen eingeladene Veteranen der Wehrmacht am Gedenken teil. 2012 spielte ein Veteran jungen Bundeswehrsoldaten das Treuelied der Waffen-SS auf der Mundharmonika vor. Erst als das ARD-Magazin Kontraste dies zeigte, ließ das Verteidigungsministerium den Ehrenhain in Munster abtragen.
- Ein Soldat einer Panzerdivision hetzte ab 2015 fortgesetzt gegen Geflüchtete und wollte Kanzlerin Angela Merkel „an die Wand stellen“, falls „die Richtigen“ an die Macht kämen. Das Verfahren gegen ihn wurde 2017 eingestellt.
- 2018 nahm ein Soldat trotz Kontaktverbot mehrmals an Treffen der rechtsextremen Ordensgemeinschaft der Ritterkreuzträger teil. Er erhielt einen Verweis.
- Bei Fortbildungen äußerten sich fünf Bundeswehrausbilder diskriminierend gegenüber Kameraden anderer Herkunft und Religion. Sie erhielten als Disziplinarmaßnahme Geldbußen auferlegt, durften aber weiter ausbilden.
- Ein Soldat soll vor einer Diskothek beim Anblick von dunkelhäutigen Menschen in Gegenwart anderer Soldaten geäußert haben, dass „man die Schwarzen hätte erschießen sollen“.[115] Er erhielt eine Belehrung und behielt seinen Zugang zu Waffen.
- Ein Oberfeldwebel lehnte einen Kameraden ab, weil dieser „nicht zur selben Rasse“ gehöre und „sich die Rassen nicht vermischen sollten“. Eine Fortbildung des MAD zum Rechtsextremismus bezeichnete er als Lügenpropaganda. Er wurde nicht entlassen.
- Das Luftwaffengeschwader 74 im Fliegerhorst Neuburg verherrlichte jahrzehntelang den Wehrmachtsoberst Werner Mölders, der in der Legion Condor seit 1936 an Massenvernichtung von Zivilisten mitgewirkt hatte. Sein Name stand auf Flugzeugen und Uniformen der Luftwaffe. Ein Traditionsraum in der Kaserne stellte seine persönlichen Utensilien aus, darunter ein Ritterkreuz mit Brillanten, das Adolf Hitler nur wenigen Wehrmachtsoffizieren verliehen hatte. Mölders’ Todestag wurde jährlich mit einer Ehrenformation und Lobreden an seinem Grab gefeiert. Erst 2005 ließ der damalige Verteidigungsminister Peter Struck die Kaserne umbenennen. Vor Ort wurde Mölders jedoch weiter hartnäckig verehrt. So setzte eine Mölders-Vereinigung mit der Zeitschrift Der Mölderianer und einem Mölders-Gedenkstein das Gedenken an den Luftwaffenpiloten bis 2018 fort. Erst nach erneuten Berichten darüber schritt Verteidigungsministerin Ursula von der Leyen ein.
- Nach ihrer Anordnung von 2017, Wehrmachtsdevotionalien aus Kasernen zu verbannen und nach Wehrmachtssoldaten benannte Kasernen umzubenennen, stimmten in Rotenburg (Wümme) die meisten Stadträte und Soldaten dafür, den Namensgeber der Lentkaserne Helmut Lent beizubehalten. Sie betrachteten den NS-Täter als Kriegshelden und Patrioten, der seine Befehle ausführte, nur „halt auf der falschen Seite“.[116]
- Im Kommando Spezialkräfte (KSK) sollen Mitglieder bei der Abschiedsfeier 2017 für einen Kompaniechef rechtsextreme Musik gespielt und den Hitlergruß gezeigt haben. Wiederholt wurden antisemitische und fremdenfeindliche Äußerungen im KSK gemeldet. Der MAD prüfte diese Verdachtsfälle jedoch nicht.
- Im Ausbildungszentrum Spezielle Operationen in Pullendorf kam es immer wieder zu entwürdigenden Aufnahmeritualen. Als diese bekannt wurden, meldeten KSK-Soldaten in einem anonymen Brief zahlreiche antisemitische und rassistische Aussagen ihrer Kameraden. Einer habe eine Fotomontage per Mail verschickt, die das Eingangstor des KZ Auschwitz zeigte, durch das Flüchtlinge strömten. Darüber habe der Satz gestanden: „Hier ist für jeden von euch Platz.“ Der Kompaniechef habe davon gewusst, aber nichts dagegen unternommen. Es sei im KSK üblich, dass solche Dienstvergehen vertuscht würden. Sie schrieben anonym, weil ihnen sonst Schikanen drohten und die Täter wieder ungeschoren davonkämen.
- Der Unteroffizier Patrick J. meldete dem MAD öfter rechtsradikale Äußerungen, die KSK-Soldaten auch außerhalb der Truppe in sozialen Medien machten. Einer habe ständig von einem „Judengen“ gesprochen und Kameraden immer wieder als „Jude“ beschimpft. Der MAD sorgte dafür, dass das Personalamt der Bundeswehr den Melder entließ, weil ihm die „charakterliche Eignung“ fehle: Er habe ab 2017 mit vielen Meldungen vorgegeben, „auf mögliche rechtsextreme Tendenzen und auf undemokratisches Verhalten in den gesamten Streitkräften hinweisen zu wollen“.[117]

## Straf- und Gewalttaten

### Erfassung
Das Definitionssystem der deutschen Exekutivorgane (wie z. B. BKA, Polizei und BfV) für politisch motivierte Kriminalität (PMK) umfasst seit 2001 neben klassischen Staatsschutz-Delikten auch gruppenfeindlich motivierte Hasskriminalität. Diese umfasst Straftaten, die „gegen eine Person gerichtet sind wegen ihrer politischen Einstellung, Nationalität, Volkszugehörigkeit, Rasse, Hautfarbe, Religion, Weltanschauung, Herkunft, oder aufgrund ihres äußeren Erscheinungsbildes, ihrer Behinderung, ihrer sexuellen Orientierung oder ihres gesellschaftlichen Status“, sowie Straftaten, die sich aus eben solchen Motiven gegen eine Institution oder Sache richten. Als politisch rechts motiviert zählt das Bundeskriminalamt Straftaten, „wenn Bezüge zu völkischem Nationalismus, Rassismus, Sozialdarwinismus oder Nationalsozialismus ganz oder teilweise ursächlich für die Tatbegehung waren“. Zum „Rechtsextremismuspotenzial“ zählt die Forschung Personen mit einem „geschlossen rechtsextremen Weltbild“. Nach welchen Methoden und Kriterien dieses feststellbar ist, ist umstritten.
Seit März 2008 erfasst die Kriminalstatistik auch nicht aufgeklärte oder nicht aufklärbare Propagandadelikte als politisch motivierte Straftaten. Die Landeskriminalämter prüften mögliche rechtsextreme Motive bei nicht organisierten Einzeltätern jedoch lange Zeit kaum. Eine Nachprüfung von Mordmotiven vor 2015 ergab erhebliche Korrekturen der staatlichen Opferstatistik nach oben, erfolgte aber ohne einheitliche Methodik. Opferverbände und Experten gehen weiterhin von einer hohen Dunkelziffer solcher Taten aus.

### Allgemeine Kennzahlen
| 51.400 | 50.900 | 49.700 | 45.000 | 41.500 | 40.700 | 39.000 | 38.600 | 31.000 | 30.000 | 26.600 |        |        |        |        |
| 9000   | 9.700  | 10.400 | 10.700 | 10.000 | 10.000 | 10.400 | 10.400 | 10.000 | 9.500  | 9000   |        |        |        |        |
| 2010   | 2011   | 2012   | 2013   | 2014   | 2015   | 2016   | 2017   | 2018   | 2019   | 2020   | 2021   | 2022   | 2023   | 2024   |
| 25.000 | 22.400 | 22.150 | 21.700 | 21.000 | 22.600 | 23.100 | 24.000 | 24.100 | 32.080 | 33.300 | 33.900 | 38.800 | 40.600 | 50.250 |
| 9.500  | 9.800  | 9.600  | 9.600  | 10.500 | 11.800 | 12.100 | 12.700 | 12.700 | 13.000 | 13.300 | 13.500 | 14.000 | 14.500 | 15.300 |

|        | 3.884  | 7.383  | 10.561 | 7.952  | 7.896  | 8.730  | 11.719 | 11.049 | 10.037 |        |        |        |        |        |
| 309    | 1492   | 2639   | 2232   | 1489   | 837    | 624    | 790    | 708    | 746    |        |        |        |        |        |
| 2000   | 2001   | 2002   | 2003   | 2004   | 2005   | 2006   | 2007   | 2008   | 2009   |        |        |        |        |        |
| 15.951 | 14.725 | 12.933 | 11.576 | 12.051 | 15.361 | 18.142 | 17.607 | 20.422 | 19.468 |        |        |        |        |        |
| 998    | 980    | 1.930  | 1.870  | 832    | 1.034  | 1047   | 980    | 1042   | 891    |        |        |        |        |        |
| 2010   | 2011   | 2012   | 2013   | 2014   | 2015   | 2016   | 2017   | 2018   | 2019   | 2020   | 2021   | 2022   | 2023   | 2024   |
| 15.905 | 16.142 | 17.616 | 16.557 | 16.559 | 21.933 | 22.471 | 19.467 | 19.409 | 21.290 | 22.357 | 20.201 | 20.967 | 25.660 | 37.835 |
| 762    | 755    | 802    | 801    | 990    | 1408   | 1600   | 1054   | 1088   | 925    | 1023   | 945    | 1.016  | 1.148  | 1.281  |

Seit 1990 stieg die Zahl rechtsextremer Gewalttaten sprunghaft an. Es kam zu pogromartigen Angriffen auf Sammelunterkünfte und Mordanschlägen auf Wohnhäuser von Migranten, so in Hoyerswerda (1991), Hünxe (1991), Rostock (1992), Mölln (1992), Solingen (1993) und Lübeck (1996). Die gleichzeitige Asyldebatte wirkte als Legitimationshintergrund, so dass die Angreifer sich im Einklang mit Bevölkerungsmehrheit und Politik glaubten. Medienberichte darüber, dass die Angegriffenen zeitweise fliehen und umziehen mussten, motivierten andere Täter, den Angriffen nachzueifern. Danach stieg der Anteil älterer, arbeitsloser und vorbestrafter Täter, die zudem öfter rechtsextrem aktiv geworden waren. Seitdem wurde kritisiert, dass reißerische Medienberichte über rechtsextreme Gewalt aufputschende und zur Nachahmung anreizende Wirkung haben können. Infolge der staatlichen Verbotswelle von 1992 gingen die Gewalttaten zunächst etwas zurück.
Laut den Verfassungsschutzberichten seit 2001 erfolgten die meisten rechtsextremen Gewalttaten (in absoluten Zahlen, nicht in Relation zur Bevölkerungszahl) in folgenden Bundesländern (abgekürzt nach ISO 3166-2:DE):
| 2001 | 2002 | 2003 | 2004 | 2005 | 2006 | 2007 | 2008 | 2009 | 2010 |
| ---- | ---- | ---- | ---- | ---- | ---- | ---- | ---- | ---- | ---- |
| SN   | BB   | BB   | NW   | NW   | NW   | BB   | NW   | ST   | NW   |
| 2011 | 2012 | 2013 | 2014 | 2015 | 2016 | 2017 | 2018 | 2019 | 2020 |
| NW   | NW   | NW   | –    | NW   | NW   |      |      |      |      |

### Einstellungspotenzial
Das rechtsextreme Einstellungspotenzial in der deutschen Bevölkerung wurde bis 2000 je nach Methodik auf sechs bis 17 Prozent geschätzt. Mit je eigenen Kriterien errechnete die SINUS-Studie 1980 13, das Institut für Demoskopie Allensbach 1984 6,2 Prozent westdeutsche Rechtsextreme. Der Wissenschaftler Jürgen W. Falter errechnete 1994 fünf Prozent Rechtsextreme unter den wahlberechtigten Deutschen. Eine Studie der Universität Berlin von 1998/99 kam auf 13 Prozent für Gesamtdeutschland, davon 12 Prozent im Westen, 17 im Osten. Dabei zeigte sich seit 1990, dass das Wählerpotential für rechtsextreme Parteien umso höher ist, je weniger Einwanderer und Ausländer in einer Region leben.

### Entwicklungstendenzen
Das BfV zählt nur Mitglieder rechtsextremer Organisationen und gewaltbereite Rechtsextreme zum „Rechtsextremismuspotenzial“. Seine Jahresberichte schätzten deren Gesamtzahl bundesweit auf mindestens 21.000 (2014), höchsten 51.400 Personen (1999). Die rund 6000 REP-Mitglieder zählte das BfV ab 2007 nicht mehr mit. Während die Gesamtzahl seit 1999 um mehr als die Hälfte abnahm, nahm der Anteil Gewaltbereiter von 1990 bis 2000 um mehr als 50 Prozent zu. Unter ihnen sind ein relativ hoher Anteil Ostdeutscher und Frauen.
2012 zählte das BfV insgesamt 230 rechtsextreme Organisationen, davon nur drei Parteien (NPD, Pro NRW und Die Rechte). Die Kriminalstatistik registrierte von 2005 bis 2012 durchschnittlich rund 17.000 „politisch rechts“ motivierte Straftaten, überwiegend typische Propagandadelikte und Volksverhetzung sowie Körperverletzung und Sachbeschädigung. Sie weist Gewalttaten gesondert aus. Bei rechtsextremen Gewalttaten überwiegt Körperverletzung, gefolgt von Brandstiftungen, Landfriedensbruch, Raub, Widerstand gegen die Staatsgewalt und versuchten oder ausgeführten Tötungsdelikten. Laut dem Report Mainz begingen rund 110 NPD-Funktionäre, davon 35 in einem Landes- oder dem Bundesvorstand, von 2002 bis 2012 etwa 120 derartige Straftaten oder wurden dafür angeklagt. Nicht mitgezählt wurden Propagandadelikte. Der Staatsrechtler Jörn Ipsen rechnet besonders die Gewaltdelikte großenteils der ganzen NPD zu.
Nach der Datensammlung des Terrorismusforschers Daniel Köhler gab es von 1963 bis 2015 in Deutschland 92 rechtsterroristische Gruppen sowie eine unbekannte Zahl von Einzeltätern des Typus „Einsamer Wolf“, die dem um 1990 aus den USA importierten Konzept des „führerlosen Widerstands“ folgen.
Nach einem zwischenzeitlichen Rückgang und Stagnation seit 2006 registrieren die Behörden seit 2014 einen erneuten starken Anstieg rechtsextremer Straf- und Gewalttaten. 2016 waren eine Tötung, 18 versuchte Tötungsdelikte, 113 Brandstiftungen, über 450 Nötigungen/Bedrohungen, über 1300 Körperverletzungen und 12.476 Propagandadelikte darunter. Opferverbände verzeichneten 2016 schon in den fünf ostdeutschen Ländern mindestens 1948 rechtsextreme Gewalttaten und bundesweit neun weitere Todesopfer, da der Anschlag in München 2016 auch rassistisch motiviert war. Im Durchschnitt gibt es in Deutschland fünf rechte Gewalttaten täglich.
Das BfV erfasste in seinem Verfassungsschutzbericht 2018 eine Zunahme rechtsextremer fremdenfeindlicher Gewalttaten um 6,1 % (821 gegenüber 774 Delikten 2017). Darauf entfielen 48 antisemitische Gewalttaten mit rechtsextremem Hintergrund (2015: 29; 2016: 31; 2017: 28). Das BfV sieht diese Entwicklung im Zusammenhang mit der „Anti-Asyl-Debatte“, Agitation gegen die „Multikulti-Gesellschaft“ und das „System Merkel“ zur Emotionalisierung und Mobilisierung. Beobachtet wird eine Intensivierung der Informationsstreuung in den sozialen Medien, die Bildung von Bürgerwehren (zum Schutz vor Bedrohungen auf Basis der eigenen Argumentationen) und, bei leichter Zunahme von Kundgebungen, eine stark ansteigende Zahl von Teilnehmern (2018: 57.950 gegenüber ca. 16.400 in 2017).
Bei den internetbasierten Kommunikationsformen der rechtsextremen Propaganda und Agitation wird ein starker Fluktuationsgrad beobachtet, da Administratoren gelöschte Präsenzen an andere Stellen versetzen bzw. dort neu erstellen. Ein in der Szene beliebtes Format ist das Video-Weblog (V-Log), etwa auf YouTube. So hatte der YouTube-Kanal „Der Volkslehrer“ im Januar 2019 über 60.000 Abonnenten, die mit verschwörungstheoretischen bzw. antisemitischen Positionen bis hin zur Holocaustleugnung versorgt werden. Typische Narrative sind „jüdische Clique“, „Überfremdung“, „nationaler Widerstand“, „schleichendes Aussterben des deutschen Volkes“ sowie Fehlentwicklungen der Politik und der Medien, die gegen die „Patrioten“ gerichtet seien.
Neben den traditionellen Großveranstaltungen gibt es einen Trend zu Großveranstaltungen, die Musik und Redebeiträge bis hin zu Festivals kombinieren (2018: 270 gegenüber 259 in 2017). Der Bericht des BfV 2018 sieht darin auch eine „spektrenübergreifende Vernetzung“ bis hin zu Überschneidungen mit der Hooligan-, Ultra- und Rockerszene. Auch findet eine zunehmende Vernetzung mit rechtsextremen Gruppierungen im Ausland statt. Zudem wird auf die gewachsene Bedeutung der rechtsextremen Kampfsportszene verwiesen, die Kampfsportturniere wie den Kampf der Nibelungen (KdN) (seit 2013), Schild & Schwert oder Jugend im Sturm veranstalten. Hingewiesen wird auch auf die Bedeutung ideologisch strategischer Diskurse der rechtsextremen Szene im Internet, Social Media und durch Druckerzeugnisse (wie Feder und Schwert, Werk-Kodex oder N.S. heute). Im Werk-Kodex legen die Autoren offen und obsessiv ihre Hauptziele dar: „1. Sicherstellen des Überlebens der weißen Rasse, 2. Biologische Bewahrung subrassischer Spezifika in charakteristischen Populationen (Nordwest, Nordost, Süd), 3. Erhalt der größeren Völker und Sprachen Europas durch sekundäre Siedlungsprojekte […].“
Zudem werden religiöser, rassistischer, politischer, sekundärer und antizionistischer Antisemitismus beobachtet.
Die einzige bundesweite Statistik für Todesopfer rechter Gewalt seit 1990 (geführt von Opferverbänden und der Amadeu Antonio Stiftung) zählt aktuell (März 2020) mindestens 209 Mordopfer und 12 Verdachtsfälle.
Eine 2020 veröffentlichte Studie, welche rechtsextreme Gewalt in Westeuropa im Zeitraum von 1990 bis 2019 untersucht, sieht Deutschland im westeuropäischen Vergleich an der Spitze rechten Terrorismus und rechter Gewalt. Langfristig gesehen ist die Anzahl der tödlichen Anschläge pro Jahr in Westeuropa insgesamt jedoch rückläufig, wobei 2019 zu den zehn Jahren mit den wenigsten Todesfällen seit 1990 gehört.

## Bekämpfung

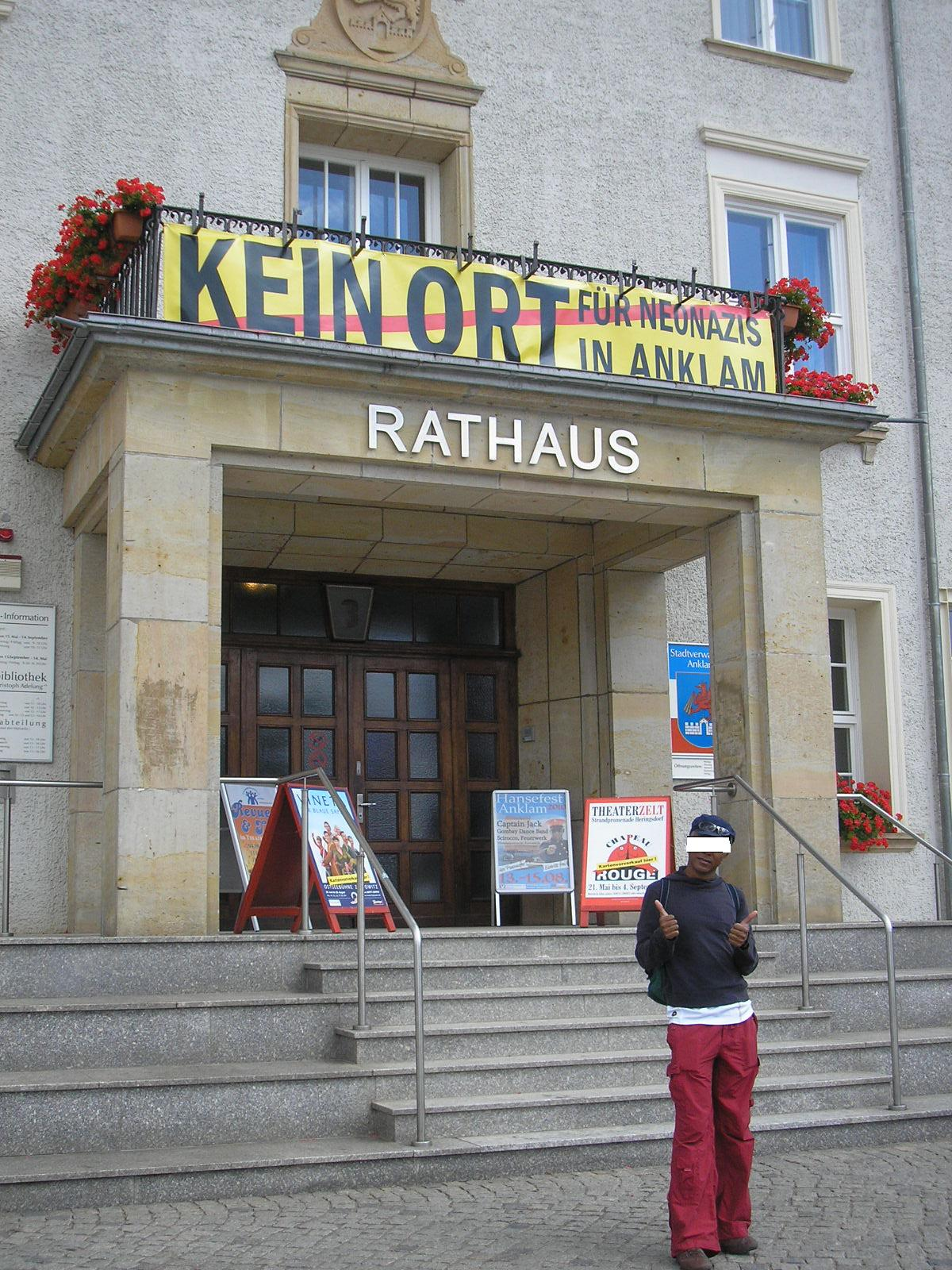
Initiativenbanner gegen Neonazis am Rathaus von Anklam

### Organisationsverbote
Aus den Grundsätzen der Streitbaren Demokratie abgeleitete Organisationsverbote ergingen seit dem SRP-Verbot von 1952 öfter gegen rechtsextreme Gruppen. Seit 1949 wurden insgesamt 16 rechtsextreme Organisationen auf Bundesebene und 73 auf Landesebene verboten. Je 12 Mal geschah dies bisher in Bayern und Berlin, noch kein Mal im Saarland, in Sachsen-Anhalt und Thüringen.
Organisationsverbote werden oft als ungeeignet kritisiert, Rechtsextremismus zu verhindern, weil verbotene oder von einem Verbot bedrohte Organisationen sich unter anderem Namen neu gründen oder ihre Mitglieder einer anderen Organisation beitreten. Zudem könne die staatliche Verfolgung das Gruppenzusammengehörigkeitsgefühl stärken. Nicht verbotene Organisationen könne der Verfassungsschutz einfacher beobachten. Aus demokratietheoretischer Sicht sei die Inanspruchnahme von Mitteln der Streitbaren Demokratie ein Dilemma, da sie demokratische Grundrechte beschneide.
Das Bundesministerium des Innern verbot 2008 erstmals seit 2000 wieder zwei rechtsextreme Organisationen: den Verein zur Rehabilitierung der wegen Bestreitens des Holocaust Verfolgten und das seit den 1960er Jahren bestehende Collegium Humanum. Das von der Bundesregierung eingeleitete erste NPD-Verbotsverfahren (2001–2003) scheiterte ebenso wie das vom Bundesrat 2013 beantragte zweite NPD-Verbotsverfahren (2013–2017). Das BVerfG lehnte das NPD-Verbot 2003 wegen der starken Durchsetzung der NPD-Führung mit V-Personen, 2017 wegen der mangelnden Gefährdung der Demokratie durch die NPD ab.

### Opferberatung und Prävention
Einige Initiativen engagieren sich für Minderheiten und Opfer rechtsextremer Gewalt, denen neben körperlichen und seelischen Verletzungen auch finanzielle Schäden zugefügt wurden (Opferberatung). Darüber hinaus werden auch Präventivmaßnahmen durchgeführt (z. B. durch Informations- und Aufklärungsveranstaltungen).
Dabei können Präventivmaßnahmen in drei Kategorien eingeteilt werden. Unter primärer Prävention werden Maßnahmen verstanden, die bereits im Vorfeld versuchen, Rechtsextremismus zu verhindern. Sekundäre Präventionsmaßnahmen versuchen, auf Orientierungen, Einstellungen und Verhaltensweisen von Risikogruppen einzuwirken, während tertiäre Präventionen direkt mit Rechtsextremen arbeiten.
Bei Gegeninitiativen zum Rechtsextremismus kann zwischen staatlichen Präventions- und Repressionsmaßnahmen und zivilgesellschaftlichen Anstrengungen unterschieden werden.
Maßnahmen der Bundesregierung zur Bekämpfung von Rechtsextremismus werden derzeit durch das Bundesprogramm Toleranz fördern – Kompetenz stärken des Bundesministerium für Familie, Senioren, Frauen und Jugend sichergestellt. Ziel des Programmes ist es, ziviles Engagement, demokratisches Verhalten und den Einsatz für Vielfalt und Toleranz zu fördern. Dafür standen bis 2014 jährlich 24 Millionen Euro an Bundesmitteln zur Verfügung. Laut Koalitionsvertrag der 18. Wahlperiode des Bundestages sollen entsprechende Programme verstetigt werden. Die staatliche Förderpraxis wird unter anderem dafür kritisiert, dass sie eher kurzfristige Aktionen unterstützt und sich auf die Anschubfinanzierung von Modellprojekten konzentriert. Die Finanzierung von Gegeninitiativen müsse langfristig und strukturell gesichert werden. Um zivilgesellschaftliches Engagement gegen Rechtsextremismus zu vernetzen und ihm eine größere Resonanz in der Öffentlichkeit zu verschaffen, gründeten das Bundesministerium des Innern und das Bundesjustizministerium 2000 das Bündnis für Demokratie und Toleranz.
Zu den größten Stiftungen gehören die Amadeu Antonio Stiftung und die Freudenberg Stiftung. Diese beiden stehen lokalen Aktionsbündnissen mit fachlicher Expertise beratend und mit Fördergeldern finanziell zur Seite. Bekannte zivilgesellschaftliche Initiativen, die sich bundesweit gegen Rechtsextremismus engagieren, sind die Schule ohne Rassismus – Schule mit Courage, das Netz gegen Nazis und die Internationalen Wochen gegen Nazismus. Zur direkten Unterstützung der Opfer rechter Gewalt haben sich die Aktion Noteingang und der Opferfonds Cura auf Bundesebene etabliert. Der Opferfonds arbeitet eng mit den lokalen Opferberatungen zusammen. EXIT Deutschland ist das bekannteste Aussteigerprogramm für Rechtsextremisten.

### Rechtsextremismus-Datei
Insbesondere in der Nachbereitung der Morde des „Zwickauer Trios“ habe sich nicht ein Defizit an der Informationsbeschaffung, sondern am Informationsfluss und der Informationsbewertung durch die einzelnen Sicherheitsbehörden von Bund und Ländern gezeigt. Die Erkenntnisse, die das Bundeskriminalamt, ein Landeskriminalamt oder weitere beteiligte Polizeibehörden nach dem Rechtsextremismus-Datei-Gesetz vom 20. August 2012 gewinnen, dürfen an die das strafrechtliche Ermittlungsverfahren führende Staatsanwaltschaft übermittelt werden, wenn diese Behörden auf deren Ersuchen oder in deren Auftrag gehandelt haben. Diese kann die übermittelten Daten für Zwecke des Strafverfahrens nutzen.

## Ursachen

### Forschung
In Deutschland gibt es keine besondere Wissenschaftsdisziplin zur Erforschung von Rechtsextremismus. Dieser wird in verschiedenen Fachbereichen, aber nicht interdisziplinär erforscht. Die meisten Forschungsbeiträge seit 1990 stammen aus den Sozialwissenschaften, weniger aus der Politikwissenschaft. Forschungsbeiträge zum Thema untersuchen mit verschiedenen methodischen Ansätzen etwa Sozialisationsbedingungen, Ausbildungs- und Arbeitssituation von Rechtsextremisten, die Entwicklung rechtsextremer Straftaten oder das Wahlverhalten. Der Gegenstandsbereich wird in Mikro- und Makrophänomene sowie Ideologie unterschieden. Auf der Mikroebene werden Einstellung und Verhalten, auf der Makroebene unorganisierte Subkulturen und Organisationen (Parteien, Verbände, Verlage usw.) unterschieden. Unterschieden werden üblicherweise faschismus-, sozialisations- und modernisierungstheoretische Erklärungsansätze für Rechtsextremismus.
Die Extremismusforschung ist stark von der Totalitarismus-Theorie geprägt und finanziell wie institutionell mit den Innenministerien der Bundesländer verbunden. Ihre Abhängigkeit von Staatsbehörden, ihr Demokratiebegriff und ihre Klassifikation unterschiedlicher Phänomene werden oft kritisiert. Seit 2011 werfen einige Wissenschaftler ihr verstärkt eine Ausblendung rechtsextremer Strukturen vor, die für die Nichtentdeckung des NSU mitverantwortlich gewesen sei. Die Extremismustheorie erfasse vor allem nicht angemessen die Überlappung zwischen Positionen der vermeintlichen Gesellschaftsmitte und der radikalen Rechten.

### Faschismustheorien
Der faschismustheoretische Ansatz versucht, Rechtsextremismus als Reaktion des kapitalistischen Systems auf Krisensituationen zu interpretieren. Dieser vom Marxismus inspirierte Ansatz sieht im Faschismus eine verschärfte Form der Ausübung „bürgerlicher Herrschaft“, welche im Angesicht ökonomischer Krisen politische Freiheiten zu Gunsten der Wirtschaft einschränkt. Dieser Ansatz wurde lange Zeit in der Politikwissenschaft diskutiert, verlor aber einen Großteil seiner Erklärungskraft mit dem Aufkommen des Rechtsextremismus in den Gesellschaften der aus dem Zusammenbruch des real existierenden Sozialismus hervorgegangenen Länder.

### Sozialisationstheorien
Rechtsextreme Einstellungen als wesentliche Persönlichkeitsmerkmale eines autoritären Charakters sind die Grundvorstellung weiterer Veröffentlichungen des IfS. Helmut Willems bestätigte die Annahme, dass eine ethnozentrische Einstellung nur Teil eines umfassenden Bündels ist, in dem die Geschlechterrolle eine große Rolle spielt und männlicher Chauvinismus, Gewalt gegen Frauen und Homosexuelle, Repression und hohe Erwartungen an Führungspersonen miteinander konvergieren.
Der Rechtsextremismusexperte David Begrich spricht von einer „Generation Hoyerswerda“, von der „die Fundamente für den heutigen Rassismus und Rechtsextremismus […] gelegt“ worden seien. In Bezug auf Ostdeutschland hätten sich „stabile und sich bis heute reproduzierende rechte Milieus“ entwickelt. Wer damals randaliert und Migranten angegriffen habe, teile „die kollektive biographische Erfahrung, seinen rassistischen Auffassungen mittels Gewalt nicht nur Gehör verschafft, sondern vielerorts auch zum Durchbruch verholfen zu haben.“ Heute seien diese Personen nicht mehr als Gewaltakteure aktiv, gäben jedoch „als Eltern […] Einstellungen und Haltungen an jene Generation weiter, die nun auf der Straße handelt“.

### Modernisierungstheorien
Ansätze, die den Rechtsextremismus als Reaktion auf soziale Umbrüche, Individualisierung und Orientierungslosigkeit erklären, werden als modernisierungstheoretische Ansätze bezeichnet. Ihr prominentester, aber auch umstrittenster Vertreter ist Wilhelm Heitmeyer. Dieser vertritt eine Desintegrationstheorie, nach der besonders unorganisierte Jugendliche als „Modernisierungsopfer“ gelten, die im raschen gesellschaftlichen Wandel nicht mithalten können und dies mit rechtsextremer Gewalt zu verarbeiten suchen. Dabei bezieht sich Heitmeyer auf die Analyse von Ulrich Beck, der die Bundesrepublik als Risikogesellschaft beschrieb, die traditionelle Bindungen, Kollektive und Milieus immer mehr auflöse, Lebensrisiken immer mehr dem Einzelnen zuweise und ihn damit immer stärker überfordernden Ohnmachtserfahrungen aussetze. Hier können rechtsextreme Ideologien – Heitmeyer spricht von Ideologien der Ungleichwertigkeit – mit einfachen Scheinlösungen greifen, die die Komplexität des Lebens reduzieren, Fremde und Schwächere als Sündenböcke darstellen und somit die Gewaltbereitschaft gegenüber solchen Gruppen erhöhen. Heitmeyer prägte für diese Einstellungen den Begriff der „gruppenbezogenen Menschenfeindlichkeit“. Kritiker weisen darauf hin, dass der Modernisierungsopfer-Ansatz in empirischen Untersuchungen wenig Bestätigung findet und sich bei Menschen mit rechtsextremen Einstellungen eher eine voluntaristische Verweigerungshaltung gegenüber moderner Reflexivität ausmachen lässt.

### Empirische Sozialforschung
Die empirische Sozialforschung gliedert rechtsextreme Einstellungen heute in unterschiedliche politische und soziale Felder auf. So verwenden repräsentative Studien wie die Mitte-Studie der Friedrich-Ebert-Stiftung zu rechtsextremen Einstellungen in Deutschland sowie die Leipziger Autoritarismusstudien folgende Einstellungsmuster:
- Befürwortung einer rechtsgerichteten Diktatur,
- Chauvinismus,
- Ausländerfeindlichkeit,
- Antisemitismus,
- Sozialdarwinismus,
- Verharmlosung sowie Rechtfertigung des Nationalsozialismus (Geschichtsrevisionismus)[166][167]

## Weiterführende Informationen